# Coleoptera
Los coleópteros (Coleoptera, del griego κολεός, koleós: «caja o estuche», πτερον, pterón: «ala»), comúnmente conocidos como escarabajos, son un orden de insectos de entre 375 000 y 400 000 especies descritas; tiene tantas especies como las plantas vasculares o los hongos y 66 veces más especies que los mamíferos. Contiene más especies que cualquier otro orden en todo el reino animal, seguido por los lepidópteros (mariposas y polillas), himenópteros (abejas, avispas y hormigas) y dípteros (moscas, mosquitos).
El nombre vulgar de escarabajos se usa como sinónimo de coleópteros, pero muchos tienen nombres comunes propios, como gorgojos, carcomas, barrenillos, mariquitas, sanjuaneros, aceiteros, cucarrones (en Colombia), ciervos voladores, luciérnagas, congorochos (en Venezuela), caculos (en Puerto Rico), etc.
Los coleópteros presentan una enorme diversidad morfológica y ocupan virtualmente cualquier hábitat, incluidos los de agua dulce, aunque su presencia en ambientes marinos es mínima. La mayoría de los coleópteros son herbívoros, y muchas especies pueden constituir plagas de los cultivos, siendo las larvas las que causan la mayor parte de los daños agrícolas y forestales.
Los coleópteros tienen las piezas bucales de tipo masticador, y las alas delanteras (primer par de alas) transformadas en rígidas armaduras, llamadas élitros, que protegen la parte posterior del tórax, incluido el segundo par de alas, y el abdomen. Los élitros no se usan para el vuelo, pero deben (en la mayoría de las especies) ser levantadas para poder usar las alas traseras. Cuando se posan, las alas traseras se guardan debajo de los élitros. La mayoría de los coleópteros pueden volar, pero pocos alcanzan la destreza de otros grupos, como por ejemplo las moscas, y muchas especies vuelan solo si es imprescindible. Algunos tienen los élitros soldados y las alas posteriores atrofiadas, lo que les inhabilita para volar.

## Características generales del adulto
Los coleópteros son insectos holometábolos o endopterigotos, ya que sufren una metamorfosis completa con estados de larva, pupa e imago (adulto) netamente diferenciados. La larva normalmente sufre varias mudas. Por el contrario, en los órdenes de insectos hemimetábolos o exopterigotos (por ejemplo los Dermaptera) las larvas o ninfas experimentan una metamorfosis incompleta o parcial por lo que se parecen a los adultos, con esbozos alares y genitalia (órganos sexuales) que crecen con cada muda. Las larvas de los coleópteros no presentan nunca rastro de alas o genitalia, ojos compuestos, ni más de un simple segmento tarsal, y raramente más de 4 artejos antenales.

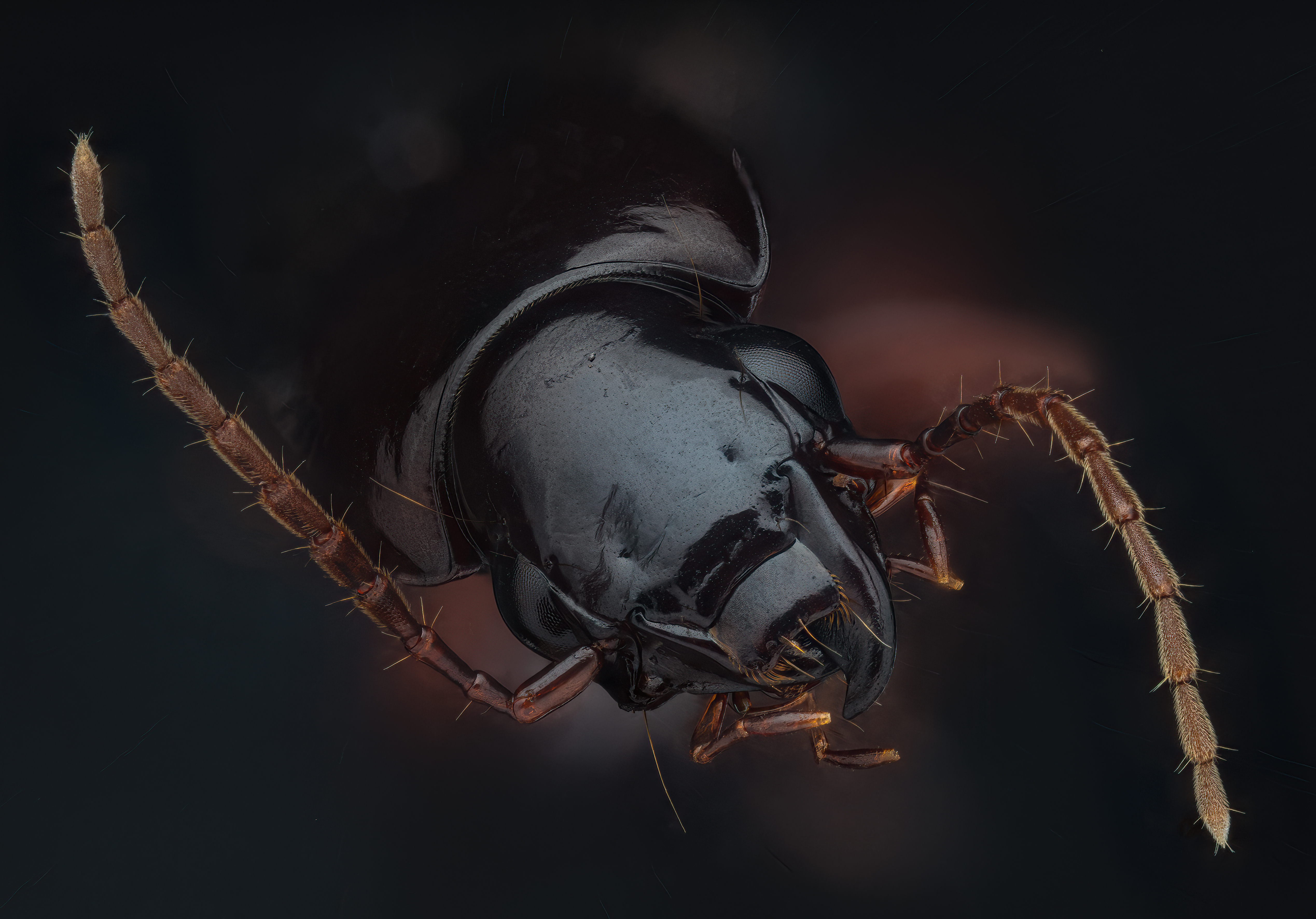
Detalle de escarabajo, cabeza.

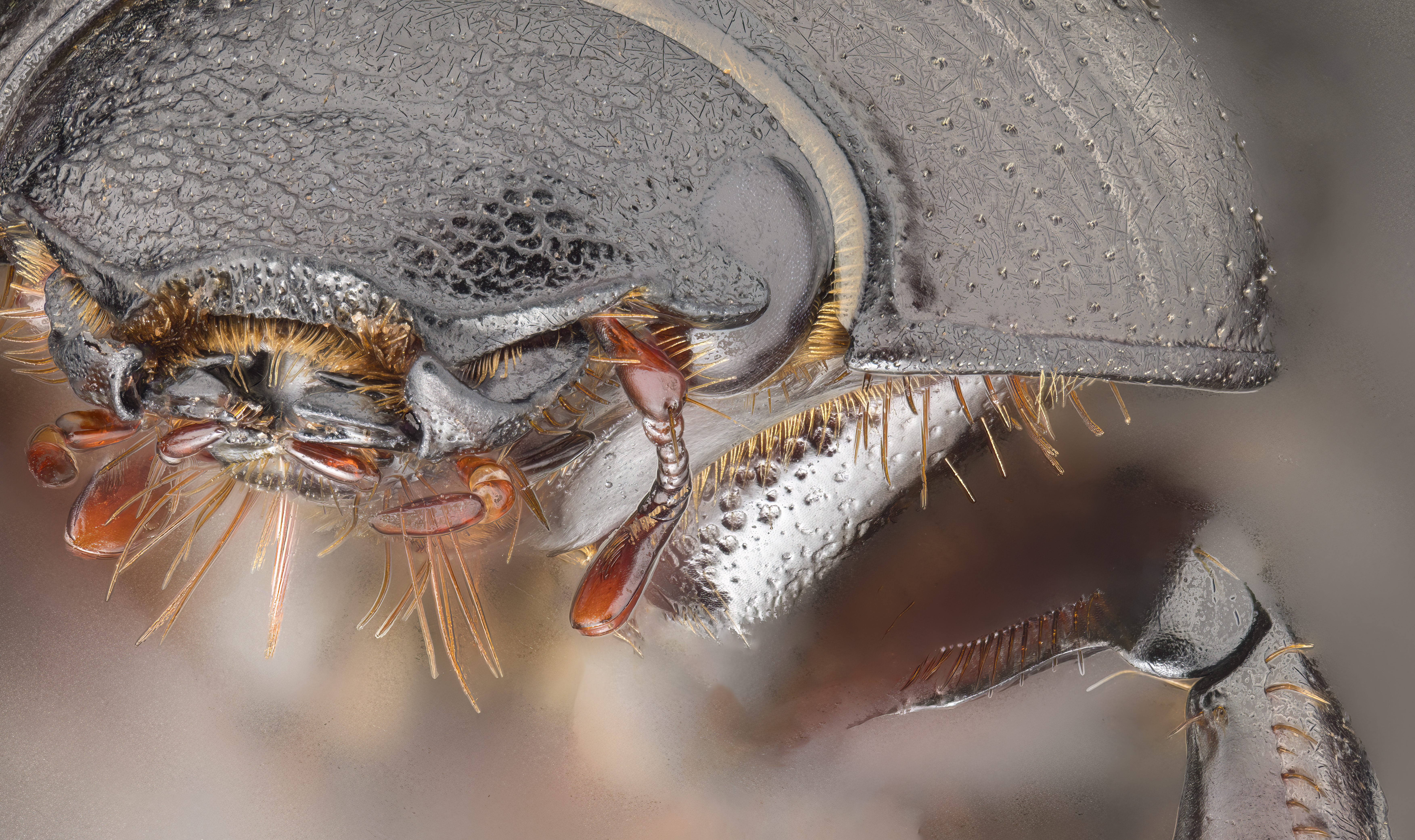
Escarabajo, cabeza, detalles

### Cabeza

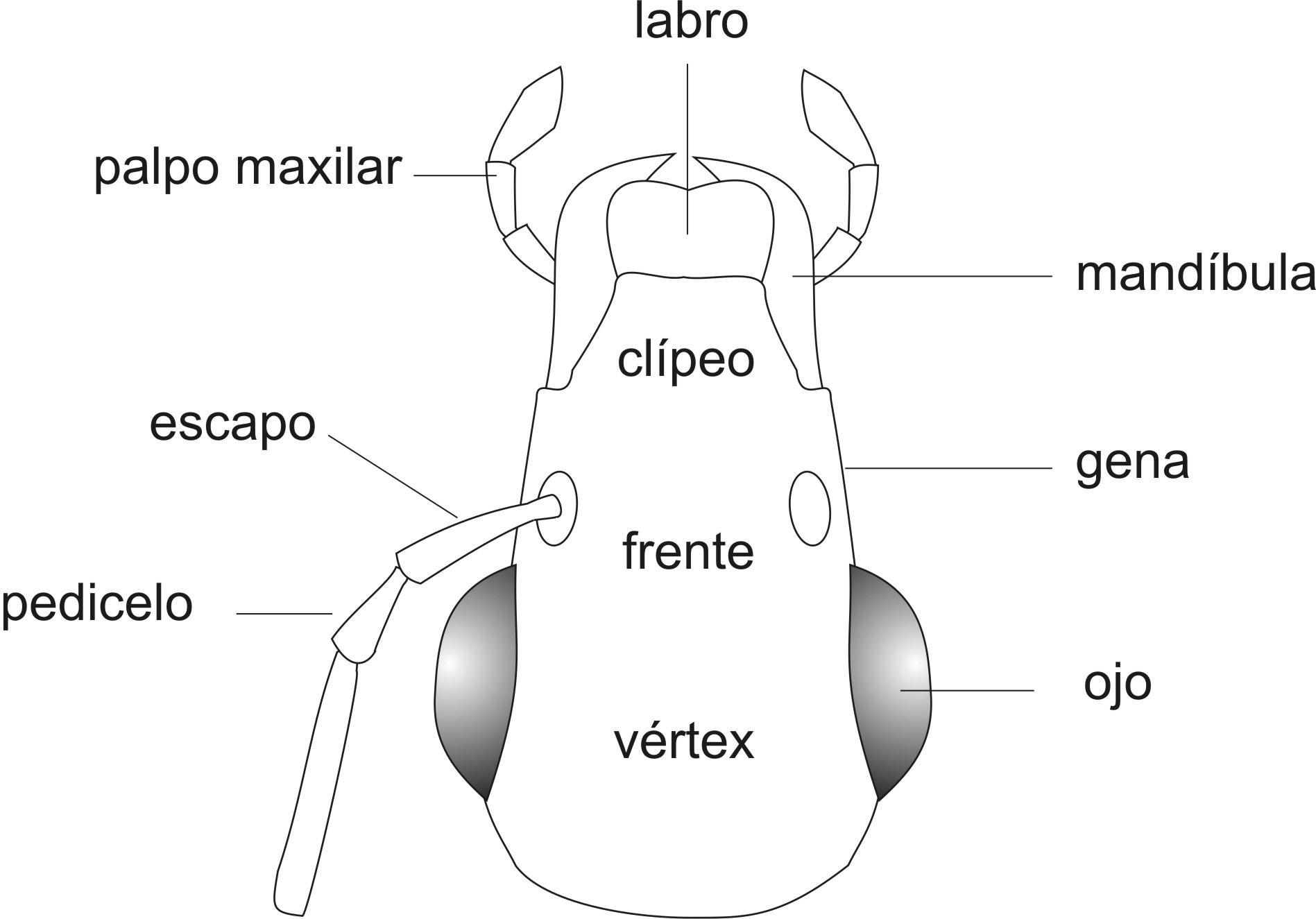
Cabeza, vista dorsal.

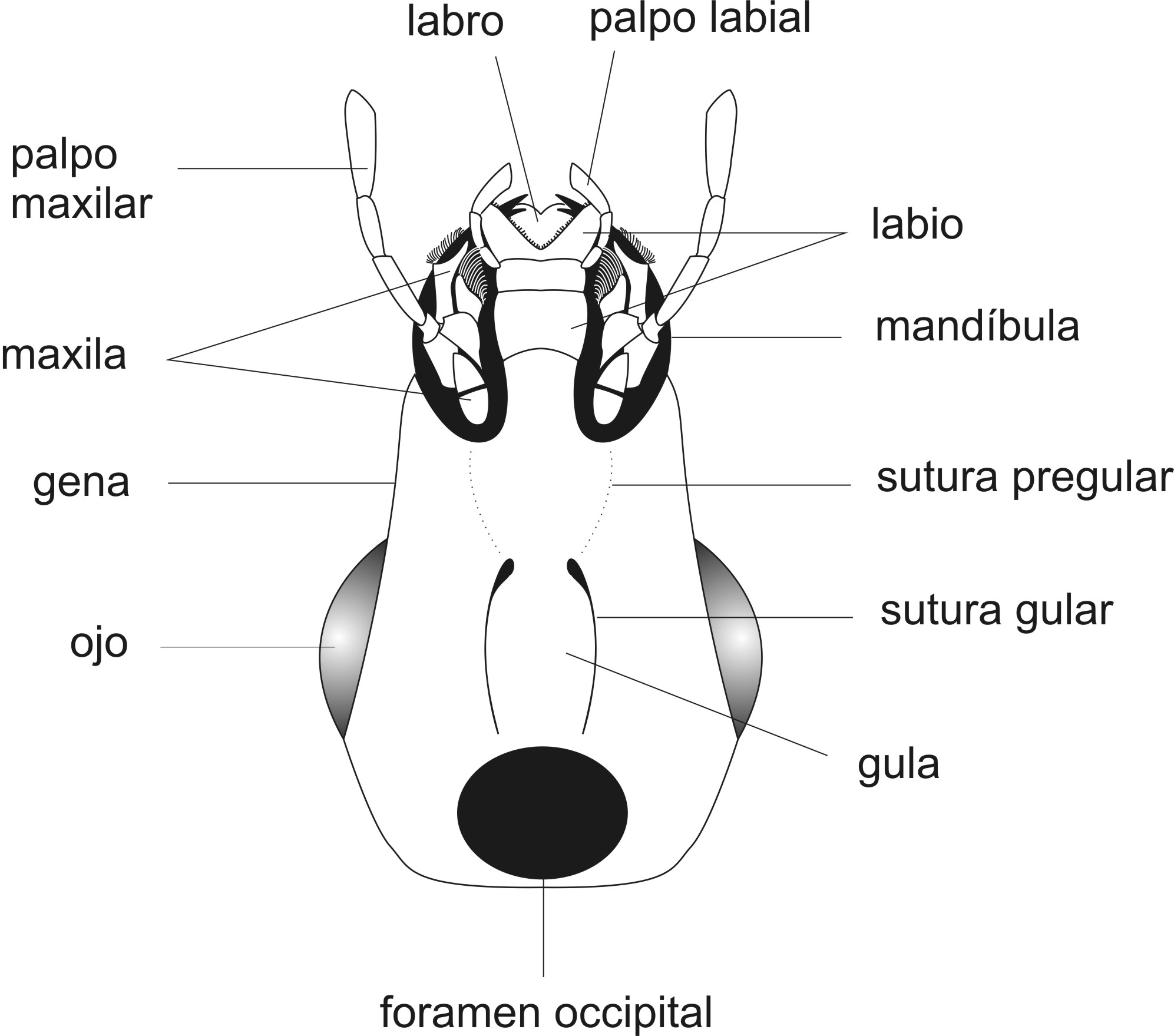
Cabeza, vista ventral.

- Generalmente de tipo prognato; consta de diversos escleritos que están delimitados por suturas y que forman un conjunto sólido denominado cápsula cefálica, en la que se pueden diferenciar las siguientes regiones: vértex, frente, genas (genae, mejillas), clípeo (epistoma) y labro.
- Poseen un par de ojos compuestos que solo faltan en algunas especies endogeas y cavernícolas. En general, faltan los ocelos, excepto en algunos Staphylinidae y Dermestidae.
- Presentan antenas insertadas a los lados de la cabeza, muy variables en forma y longitud, pero casi siempre incluyen 11 artejos.
- Piezas bucales masticadoras, raramente modificadas para absorber líquidos.
  - Mandíbulas robustas, en forma de tenaza, con frecuencia provistas de dentículos en el margen interno (retináculo). En algunos Lucanidae alcanzan un tamaño desmesurado, mientras que en Scarabaeoidea coprófagos se reducen a delgadas láminas membranosas.
  - Maxilas formadas por 4 artejos, cardo, estipes, galea y lacinia y están provistas de palpos maxilares de 3 a 5 artejos.
  - Labio (Labium). Pieza impar, resultado de la fusión de un par de apéndices, que cubre ventralmente las maxilas. Está subdividido en mentón (mentum) y submentón (submentum). En la zona anterior existe un lóbulo, la lígula y a ambos lados las paraglosas. El labio posee además un par de pequeños palpos labiales, de 1 a 3 artejos.

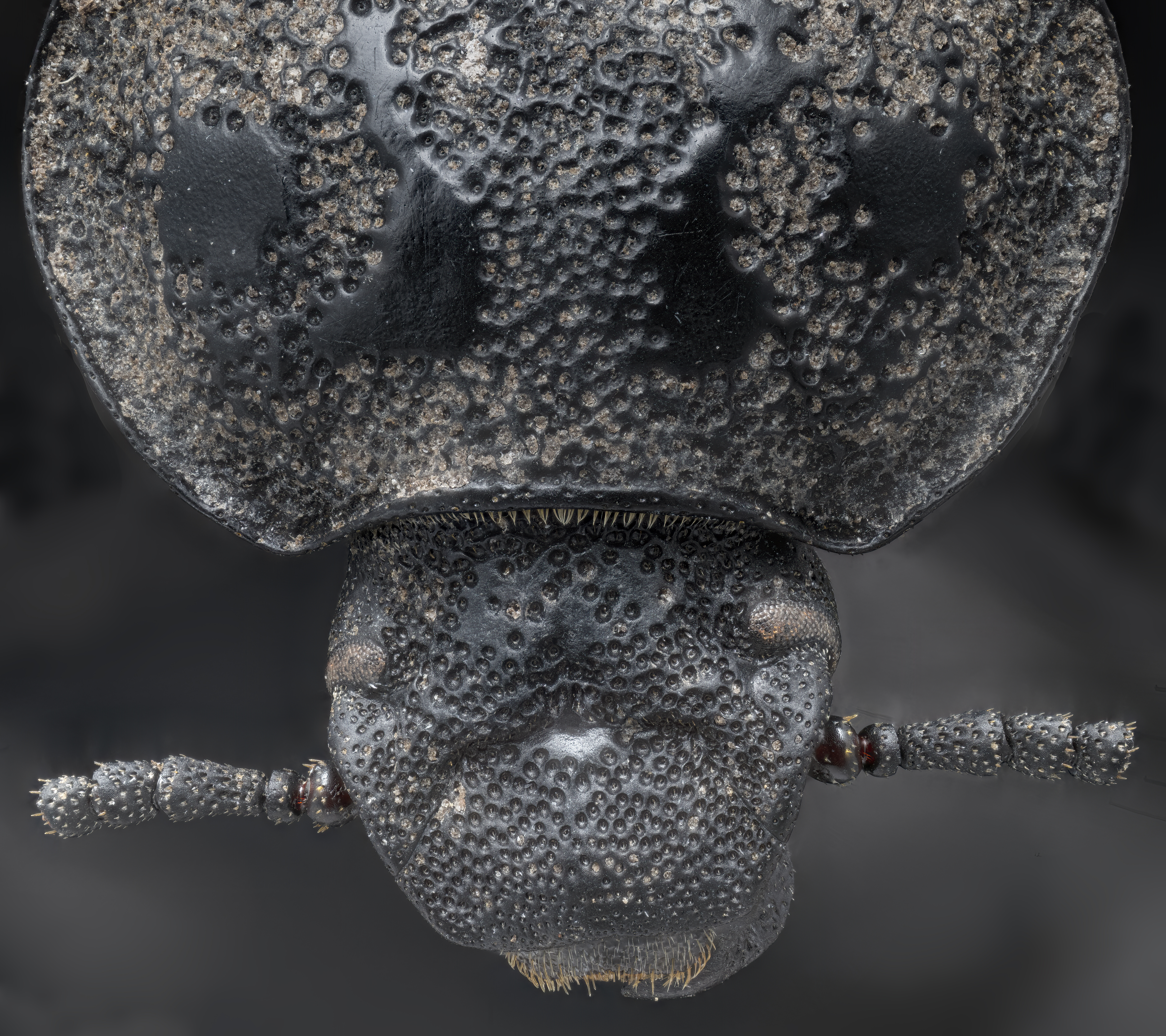
Cabeza de Escarabajo

### Tórax

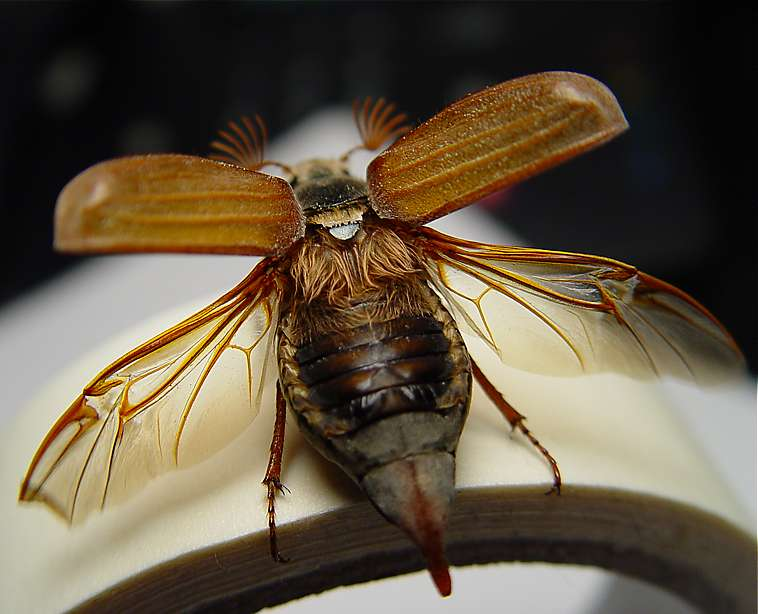
Élitros y alas membranosas.

Está compuesto por tres segmentos, protórax, mesotórax y metatórax, y posee las alas y las patas:
- El protórax está muy desarrollado y casi siempre libre, a diferencia de la mayoría de órdenes de insectos, en que está reducido y estrechamente asociado al mesotórax. El esclerito dorsal forma el pronoto o escudo (scutum), el esclerito ventral el prosterno y los escleritos laterales las propleuras con dos pequeños escleritos adicionales a cada lado, los episternos y los epímeros protorácicos.
- El mesotórax y el metatórax están fusionados y su parte dorsal (mesonoto y metanoto) está oculta bajo los élitros, a excepción del escutelo, que pertenece al mesotórax, y que es casi siempre visible; mesosterno y metasterno son visibles en la parte ventral, así como las mesopleuras y metapleuras en los lados, con sus correspondientes episternos y epímeros. El metasterno está bien desarrollado y presenta un endosternito simple.
- Élitros. Las alas mesotorácicas o alas anteriores están modificadas en élitros, más o menos endurecidos, rígidos, no plegables, desprovistos de venación, que cubren parcial o totalmente las alas posteriores y el abdomen y que casi siempre se reúnen en la línea media formando una sutura recta. En otros órdenes de insectos que también tienen las alas anteriores esclerotizadas (Blattodea, Hemiptera), normalmente se solapan una a otra cuando están en reposos. Los Dermaptera tienen élitros similares a los de los coleópteros, pero el plegamiento de las alas membranosas, la metamorfosis y otras características son completamente diferentes.
- Alas. Las alas metatorácicas o las posteriores, cuando están desarrolladas, son membranosas, plegadas longitudinalmente y casi siempre transversalmente y son las únicas responsables de la propulsión durante el vuelo. Los demás órdenes de endopterigotas (excepto en Strepsiptera) usan ambas alas (anteriores y posteriores) o solo las anteriores para volar. El mecanismo de plegado de las alas bajo los élitros es exclusivo del orden y tiene gran importancia taxonómica.
- Patas. Se insertan, en posición totalmente ventral, en las cavidades coxales en las cuales las coxas están profundamente encajadas; en la mayoría de los demás órdenes de insectos las coxas tienden a estar completamente expuestas y situadas más lateralmente. Constan de 6 artejos: coxa, trocánter, fémur, tibia, tarso (subdividido en varios segmentos o tarsómeros) y pretarso. Los 5 tarsómeros que presentan los tarsos primitivos (pentámeros), pueden reducirse a 4 (criptopentámeros, tetrámeros) o a 3 (trímeros).

### Abdomen
- El abdomen consta usualmente de diez segmentos en el macho y de nueve en la hembra. Los tergitos están poco esclerotizados y cubiertos por los élitros (menos en Staphylinidae y otros grupos), excepto el último, que recibe el nombre de pigidio. En casi todos los coleópteros los esternitos tres al cinco están bien esclerotizados y son visibles externamente; el esternito uno está ausente, el dos es con frecuencia solo visible lateralmente y el ocho muchas veces está retraído en el segmento genital (9). Los esternitos visibles externamente se denominan ventritos; así, el ventrito uno corresponde al esternito dos o al tres, según los grupos. El número de ventritos es usualmente de cinco (esternitos 3 al 7); es de seis cuando el esternito dos es visible o el ocho no está invaginado en el ápice del abdomen, pudiendo existir siete ventritos si estas dos condiciones se dan a la vez.[cita requerida]
- Genitalia. El aparato copulador masculino se denomina edeago (aedeagus). Consta de tres partes: el tegmen, a su vez compuesto de falobase o pieza basal y un par de parámeros (lóbulos laterales); el pene o lóbulo medio, normalmente envuelto en el tegmen; y el saco interno (endophallus), primariamente membranosos, pero que puede estar armado de espículas y, a veces de un flagelo (flagellum) largo y esclerotizado. El edeago está envuelto por el segmento genital (9.º segmento abdominal) que desarrolla en algunos grupos un largo y estrecho esclerito denominado spiculum gastrale.

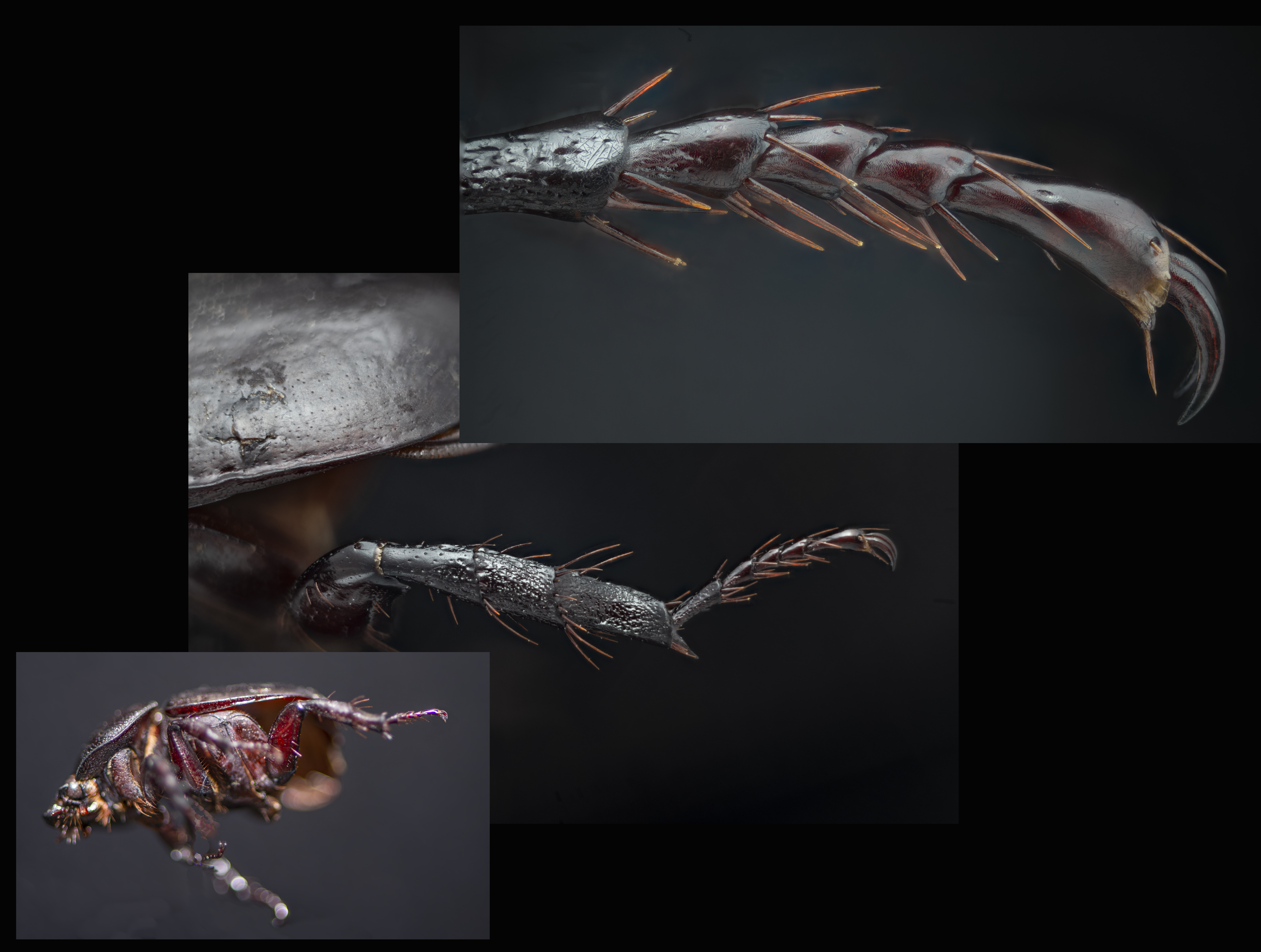
Pata de escarabajo

## Reproducción y desarrollo

Ciclo de reproducción de un escarabajo.

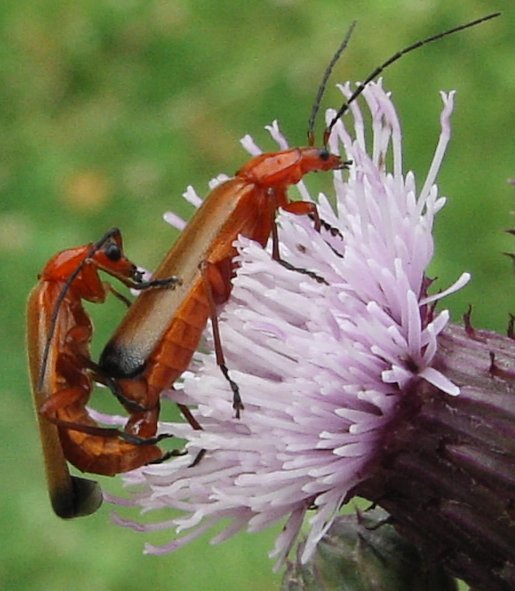
Apareamiento.

Los coleópteros se reproducen casi siempre de manera sexual; la partenogénesis es excepcional. Las hembras liberan feromona o emiten sonidos para atraer los machos. Después de un breve cortejo, en general no muy sofisticado, se produce el apareamiento en que el macho se sube sobre el dorso de la hembra. Después, la hembra busca un sustrato adecuado para depositar los huevos y lo prepara para que las futuras larvas encuentren las mejores condiciones para su desarrollo.
Los coleópteros presentan una metamorfosis completa (holometabolía), con estadios de larva, pupa e imago (adulto).

### Larva
Las larvas de los coleópteros utilizan virtualmente cualquier sustrato como alimento; son muy frecuentes las larvas fitófagas que se desarrollan y se alimentan encima o dentro de productos vegetales (hojas, raíces, madera, etc.); un caso notable es el de algunos coleópteros coprófagos, en que el adulto hace una pelota de excrementos, excava un nido subterráneo y deposita los huevos; los coleópteros necrófagos de la familia Silphidae buscan cadáveres de pequeños animales, los entierran y hacen la puesta; algunas especies practican vigilancia y cuidado de las larvas. Hay larvas depredadoras muy activas, como las de los carábidos.
Las larvas pasan por varios estadios (entre uno y quince) separados por mudas; en general, las larvas de cada estadio son parecidas, pero en algunos coleópteros parásitos, como los Meloidae, aparecen estadios larvarios con características muy diferentes, fenómeno conocido como hipermetamorfosis. Todas las larvas de coleópteros tienen en común la presencia de una cápsula cefálica bien diferenciada y provista de piezas bucales de tipo masticador y la mayoría tiene tres pares de patas torácicas. En cambio, el aspecto general es muy diverso en los diferentes grupos. La fase larvaria puede ser breve, de unos pocos días, pero en algunas especies lleva años, especialmente en el caso de larvas que viven en la madera.

### Pupa
Las larvas del último estadio buscan un lugar apropiado para pupar. Las pupas son muy poco móviles o totalmente inmóviles; algunas especies construyen capullos de materiales diversos o celdas en el mismo sustrato donde ha crecido la larva (por ejemplo, dentro de madera). En algunas pupas, los apéndices están separados del cuerpo, pero en otras no. El estadio de pupa también varía mucho en duración y puede llevar años.
Después de la metamorfosis emerge el imago (adulto), que solamente tendrá que endurecer la cutícula y buscar pareja.

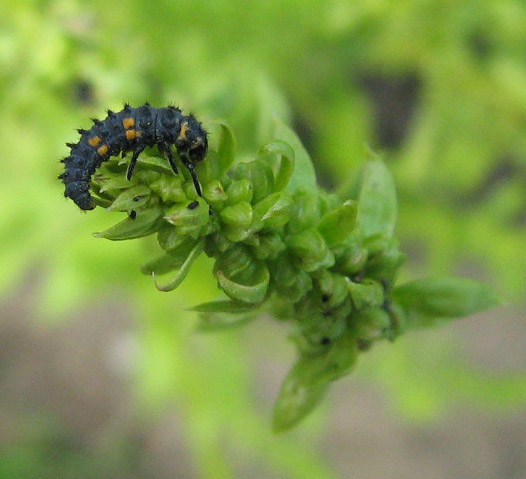
Larva de mariquita
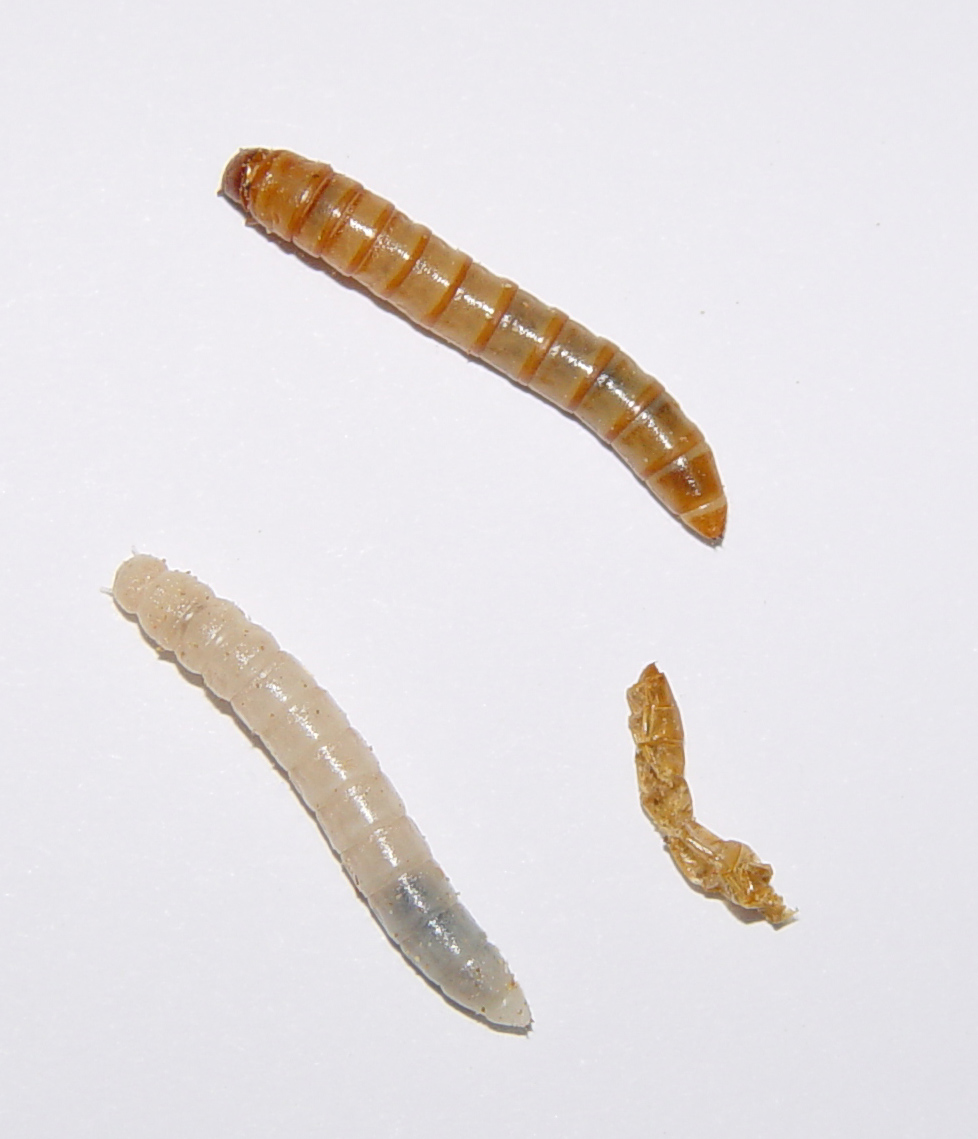
Larva de Tenebrio molitor
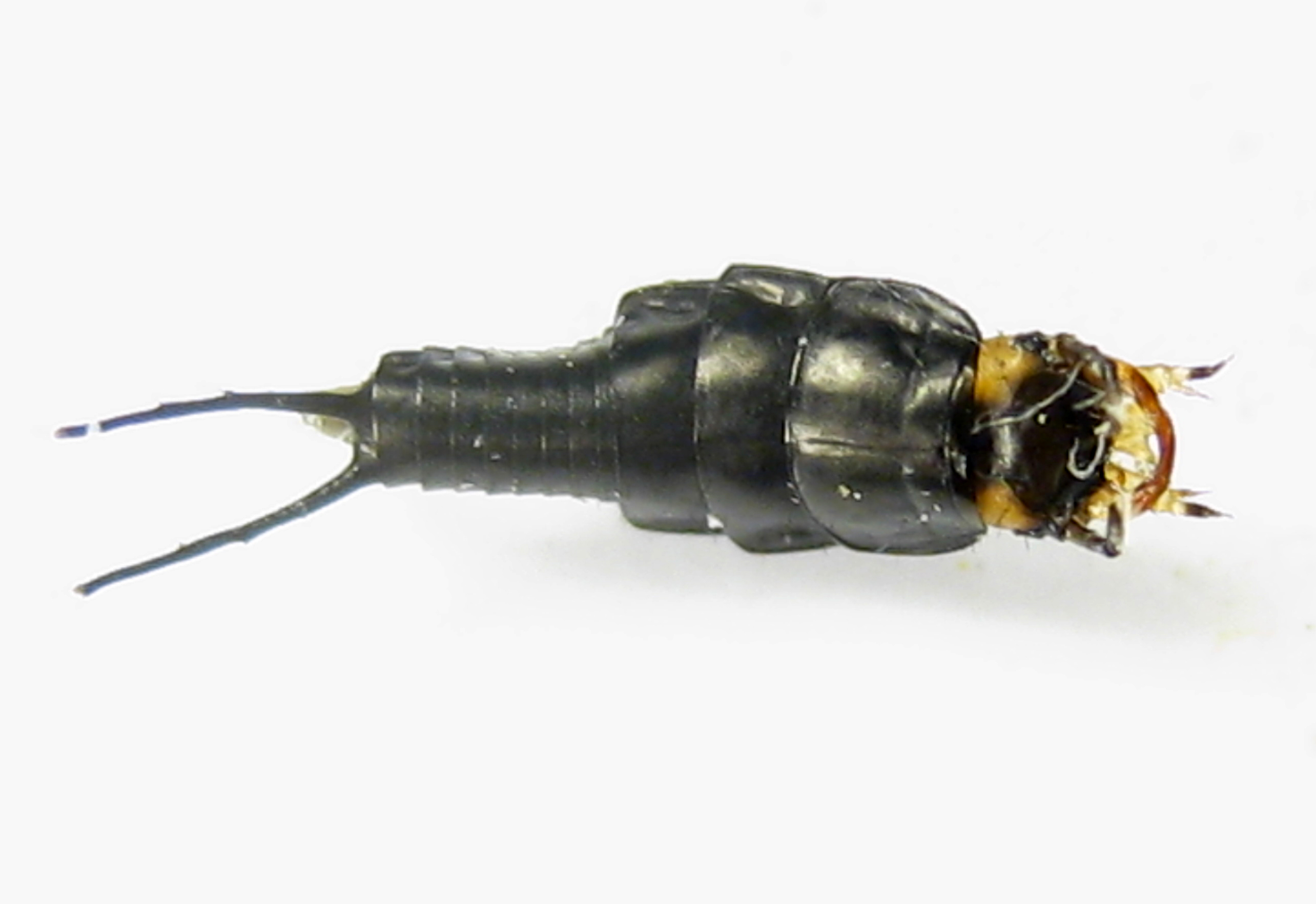
Chlaenius sp., larva
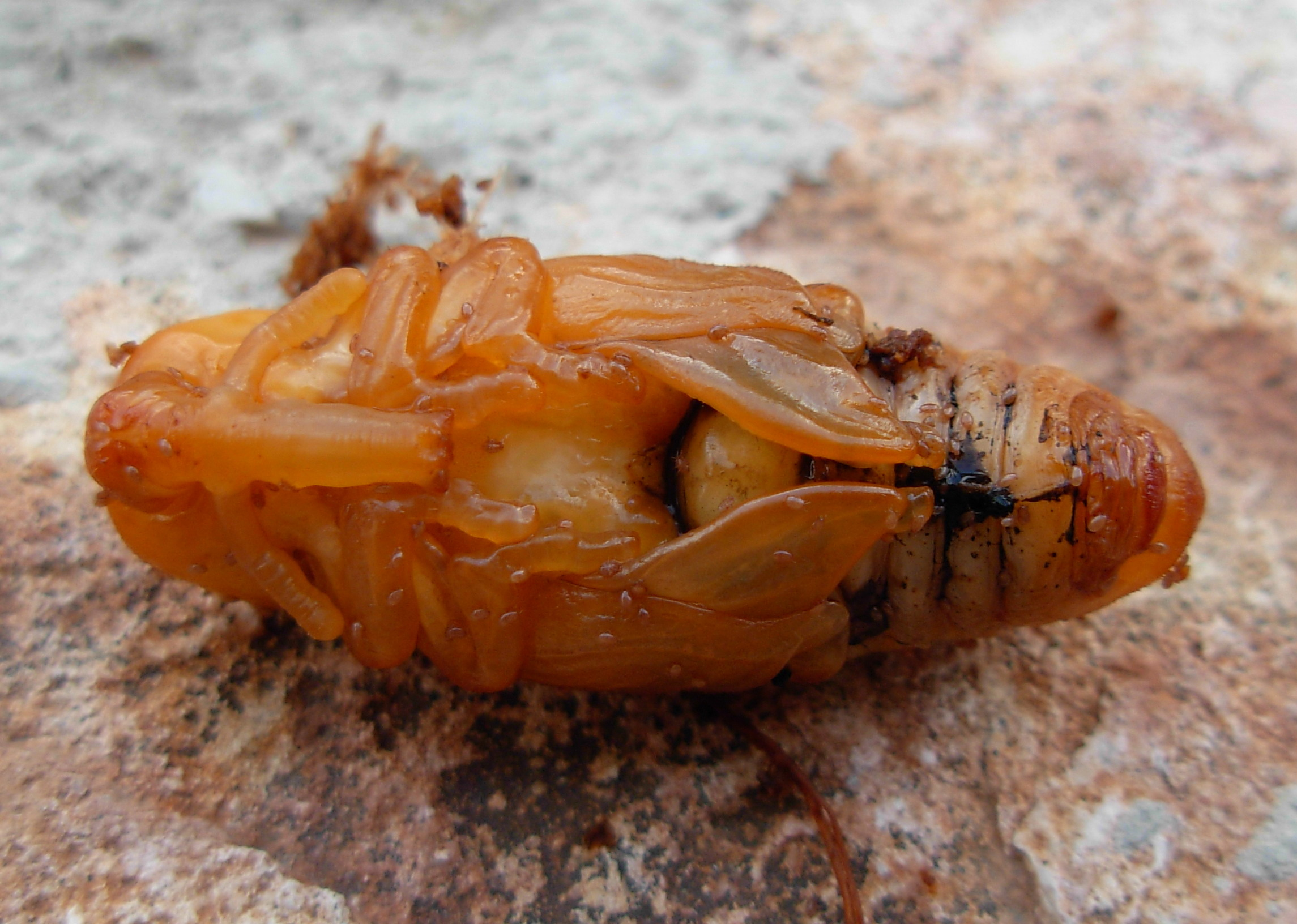
Pupa de Rhynchophorus ferrugineus
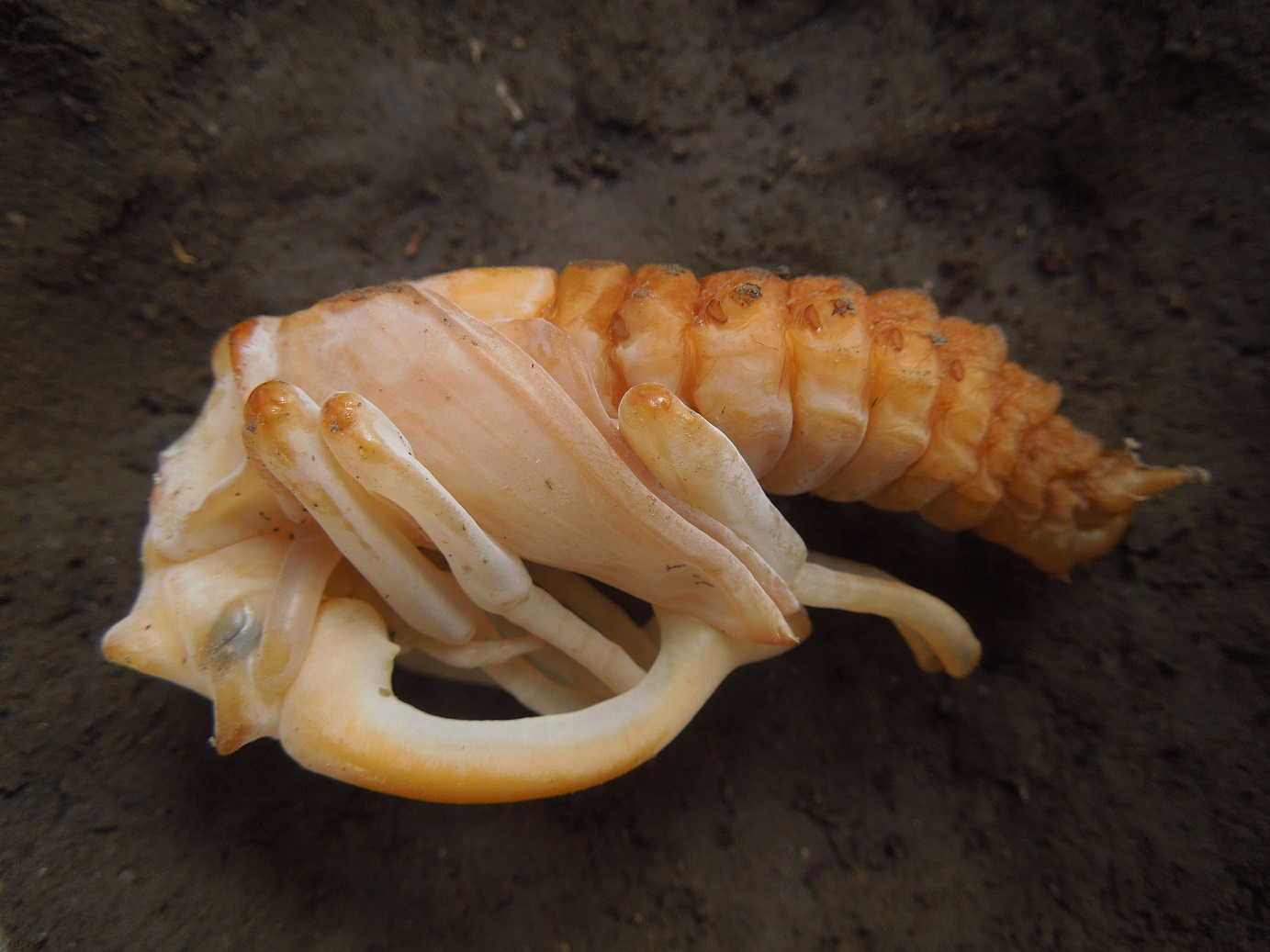
Pupa de Lucanus cervus
- Emergencia de Trichodes apiarius

## Regímenes de alimentación de los coleópteros

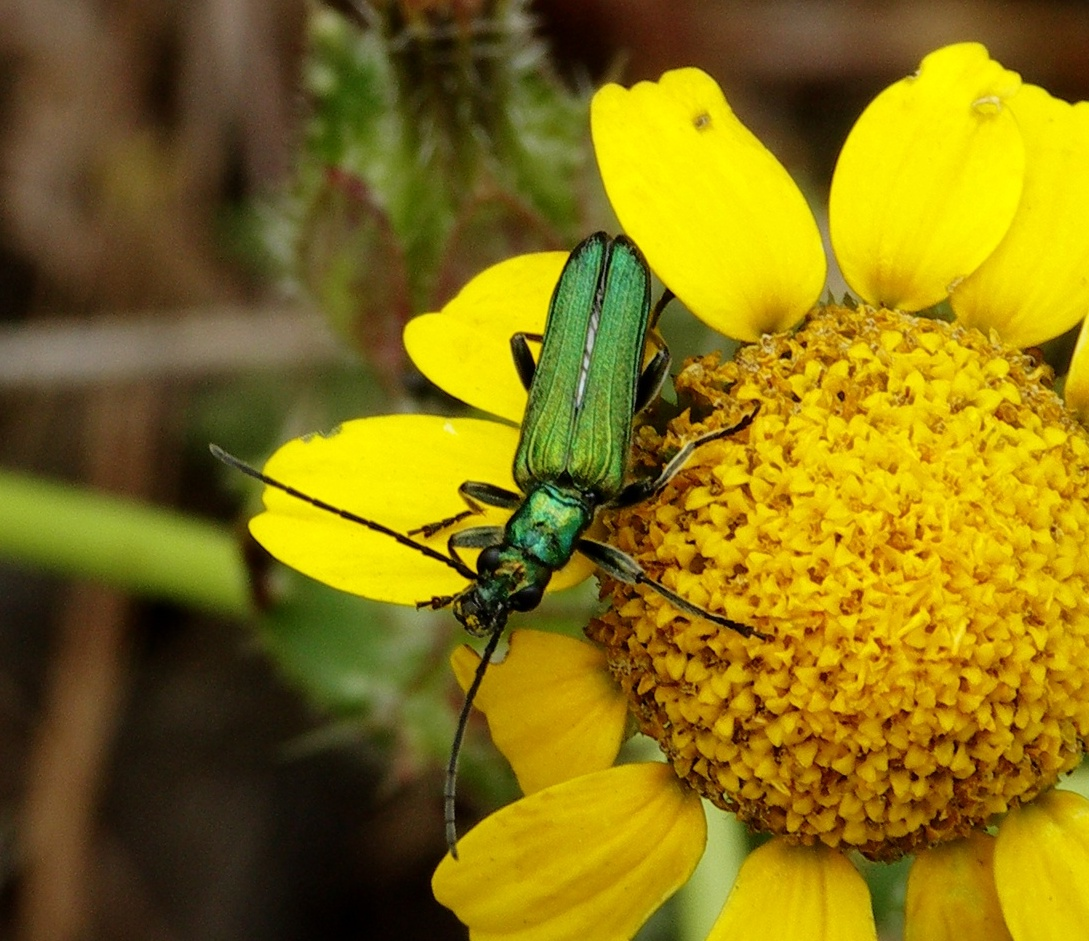
Un oedemérido, coleóptero palinófago (comedor de polen).

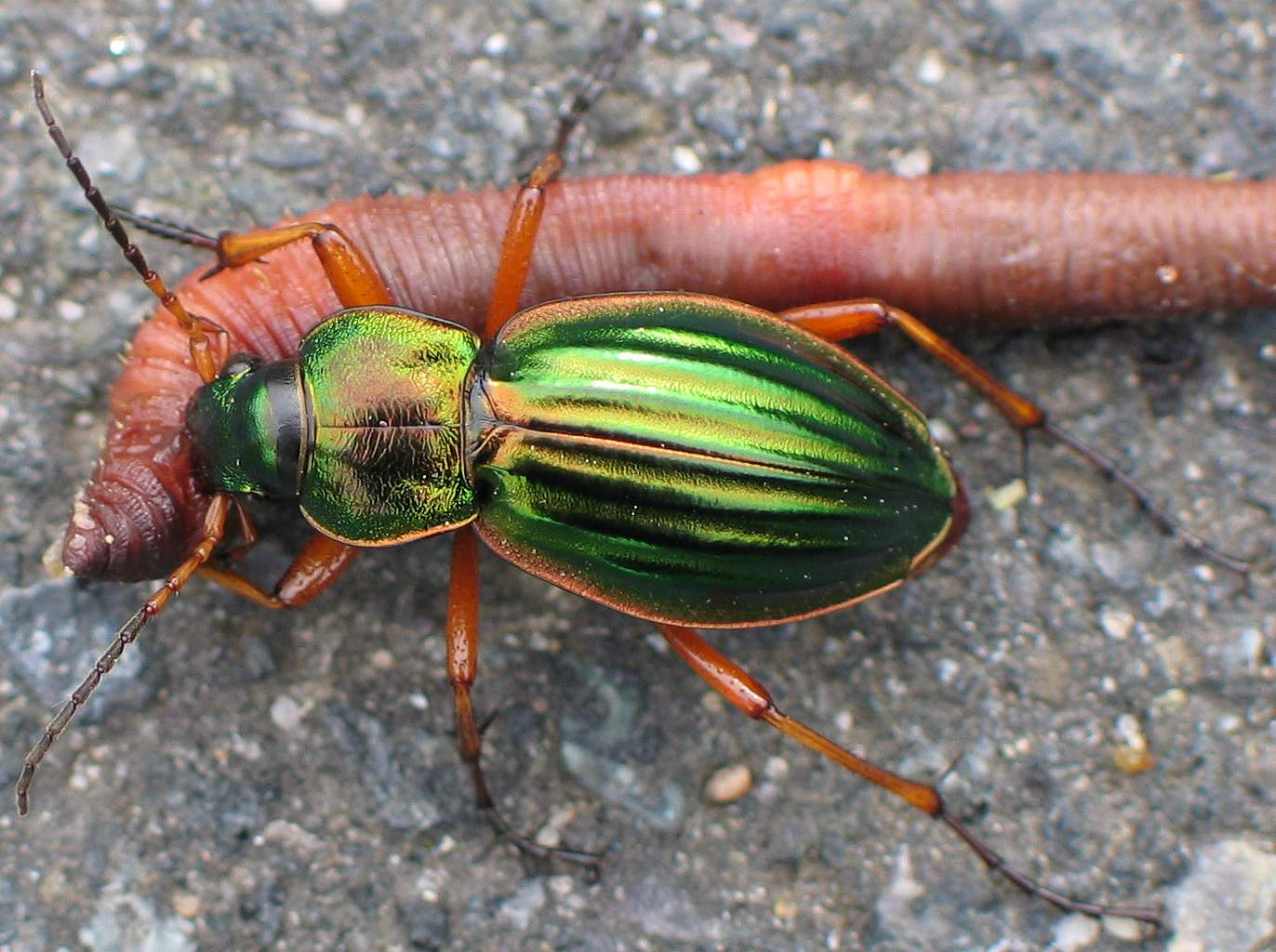
Un carábido devorando una lombriz.

La enorme variedad de nichos ecológicos que los coleópteros ocupan en la naturaleza, se refleja en una gran variedad de regímenes alimenticios.
- Antófagos: los adultos se alimentan de flores, como Oxythyrea funesta (Cetoniinae).
- Carpófagos, o frugívoros: se alimentan de frutos, como Cetonia o Potosia (Cetoniinae).
- Coprófagos: se alimentan de deyecciones, como muchos Geotrupidae, Scarabaeinae o Aphodiinae.
- Depredadores: cazan y se alimentan de otros animales (insectos, lombrices, caracoles, babosas), como la mayoría de Adephaga, Coccinellidae, Histeridae, Staphylinidae, etc.
- Espermófagos: se alimentan de semillas, como los Bruchidae.
- Filófagos: se alimentan de hojas, como la mayoría de Chrysomelidae. En esta categoría se incluyen temibles plagas para la agricultura.
- Micófagos, o fungívoros: se alimentan de hongos, como los Mycetophagidae o Ciidae.
- Necrófagos: se alimentan de cadáveres, como los Silphidae.
- Palinófagos, o polinívoros: los adultos se alimentan de polen, como muchos Oedemeridae y bastantes Cerambycidae.
- Rizófagos: se alimentan de raíces.
- Saprófagos: se alimentan de materia vegetal en descomposición, como muchos Staphylinidae.
- Xilófagos: se alimentan de madera, como las larvas de Anobiidae, Cerambycidae o Scolytidae.

Cabe destacar que no existe ningún coleóptero que sea hematófago, es decir, que se alimente de sangre.

## Adaptaciones al medio terrestre
Los coleópteros son insectos eminentemente terrestres y pocos (relativamente) han conquistado el medio acuático (básicamente agua dulce). Así, los coleópteros ocupan virtualmente cualquier hábitat terrestre, incluso las regiones polares (como los Carabus árticos).

### Coleópteros xerófilos

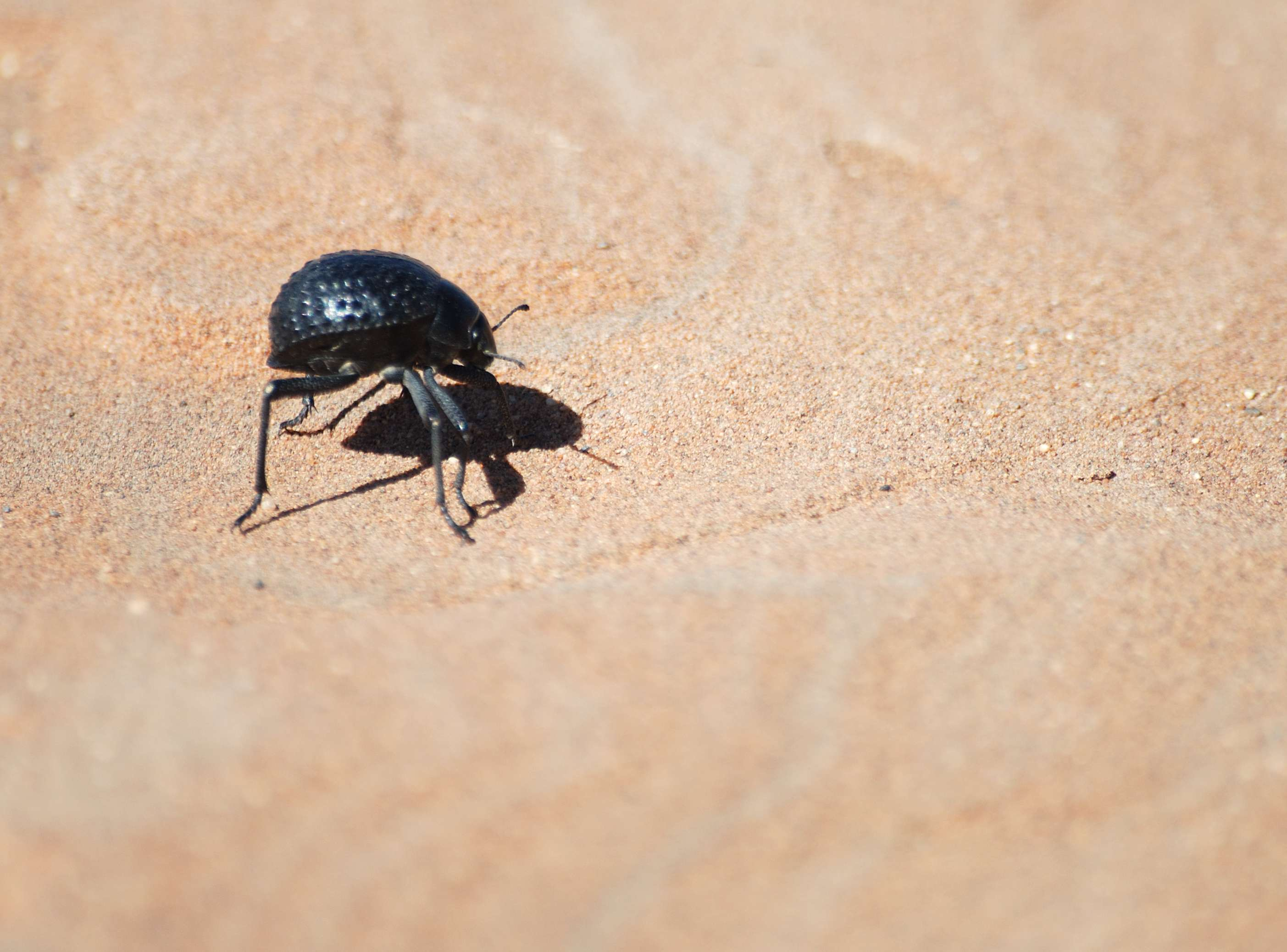
Tenebriónido en las arenas del desierto del Namib.

Los coleópteros xerófilos son los que prefieren lugares secos; están ampliamente difundidos en las estepas y los desiertos. La familia Tenebrionidae es especialmente diversa en regiones áridas, pero también los escarabeoideos, los bupréstidos, los curculionoideos y los carábidos cuentan con numerosas especies desertícolas. Se trata de un ambiente extremo, con una atmósfera muy seca, una escasez permanente de agua y brutales cambios de temperatura, acompañadas de temperaturas muy altas. En tales circunstancias, los coleópteros han desarrollado una serie de adaptaciones que les permiten sobrevivir en dichos entornos.
La fauna desértica es típicamente áptera (sin alas), lo que crea un amplio espacio bajo los élitros que puede actuar como cámara que retiene la humedad protegiendo así al sistema traqueal de la extrema sequedad ambiental. Asimismo, la cutícula de las especies del desierto es con frecuencia más gruesa y con una escultura más complicada formada por espinas, tubérculos, callosidades y pubescencia, lo que les otorga más impermeabilidad y protección frente a los rayos ultravioleta del sol; en este sentido, algunas especies producen una secreción aglomerante que adhiere las partículas del suelo, consiguiendo así además camuflaje. Las patas son más largas, lo que evita que la parte ventral entre en contacto directo con el suelo ardiente. Muchas especies son nocturnas y se entierran durante el día. Las especies xerófilas son más grandes que sus congéneres no desertícolas, lo que hace disminuir la relación superficie/volumen y reduce la evaporación por unidad de masa.
Un caso especial entre los xerófilos son los psammófilos, que viven en terrenos arenosos, no solo en desiertos, sino también en zonas litorales templadas. Los tenebriónidos y los escarabeidos dominan estos ambientes. Se trata de especies cavadoras que viven literalmente enterradas en la arena; a tal efecto, tienen las tibias anteriores dilatadas, aplanadas y provistas de dentículos, y con frecuencia poseen un perfil hidrodinámico, que les permite «nadar» en el seno de la arena; muchos psammófilos tienen los ojos reducidos. La temperatura de un suelo dunar es mucho más elevada que a pocos centímetros por debajo, donde varía muy poco a lo largo del día; a 10 cm (centímetros) bajo la arena la temperatura oscila entre los 20 y los 25 °C (grados Celsius), cuando en la superficie de la misma varía de 15 a más de 45 °C.

### Coleópteros coprófagos

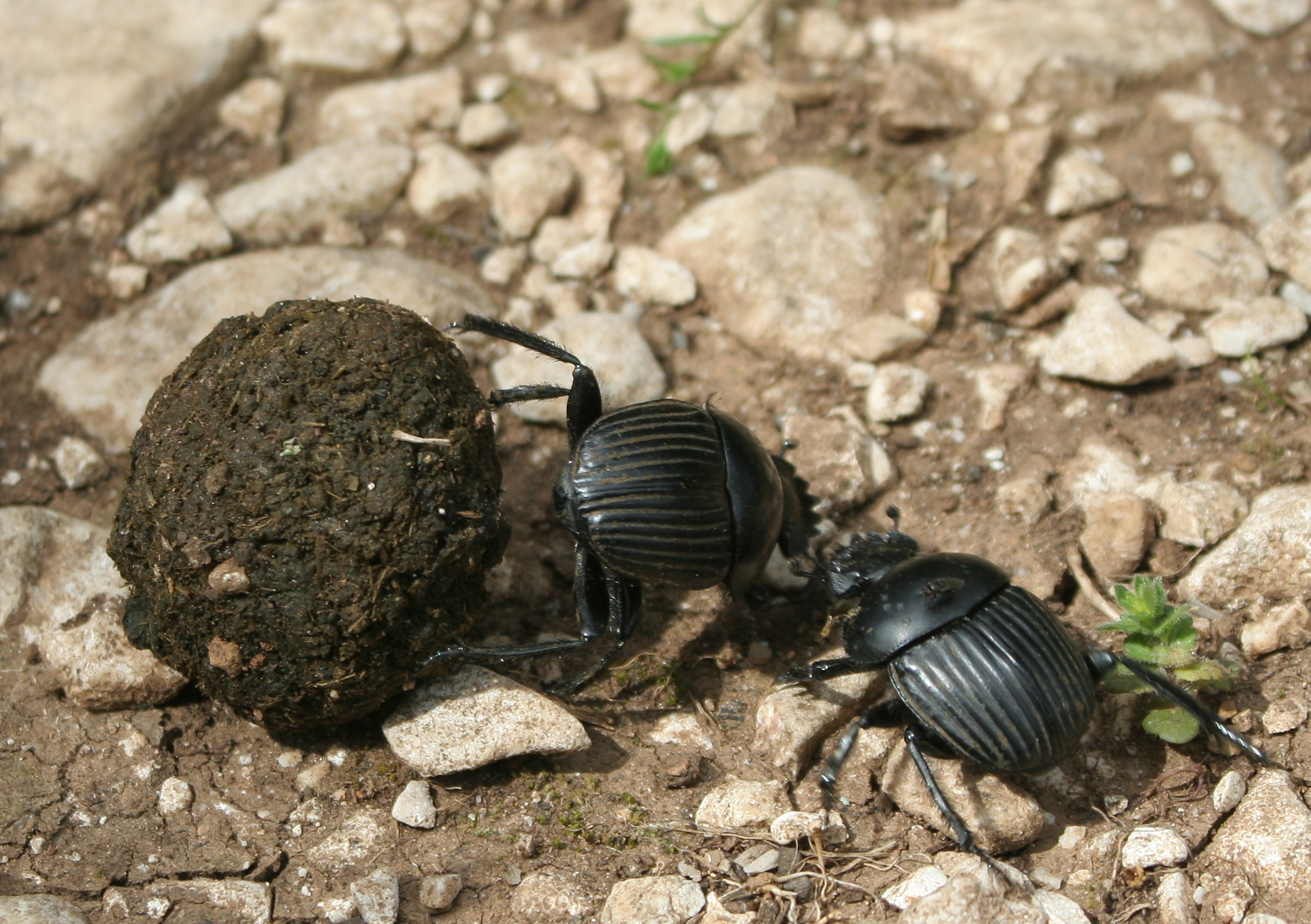
Una pareja de Scarabaeus laticollis rodando una bola de excrementos.

Miles de especies de coleópteros se alimentan exclusivamente de excrementos (coprófagos), y para ello han desarrollado una gran variedad de adaptaciones morfológicas, fisiológicas y etológicas. Se trata de un modo de vida exclusivo de los escarabeoideos, en especial de las familias Scarabaeidae, Geotrupidae e Hybosoridae.
Existen tres modelos básicos de procesado de los excrementos:
- Un primer grupo de especies, conocidos popularmente como escarabajos peloteros, desgajan una porción del excremento, hacen con él una bola y la transportan por rodamiento a cierta distancia de la masa principal; luego lo entierran en el suelo para alimentarse o construyen un nido subterráneo en el que depositan la bola de estiércol en la que depositan los huevos; las larvas se alimentan de la materia fecal hasta su completo desarrollo. Son ejemplo de este comportamiento los géneros Scarabaeus, Canthon, Gymnopleurus, Sisyphus, entre otros.
- Un segundo grupo de especies, como los Eucraniini argentinos, ciertos Canthonini australianos y varios Geotrupidae (Thorectes, Typhoeus) también transportan los excrementos a cierta distancia, pero no lo hacen rodando una bola, sino cargándolos con sus patas anteriores y a veces ayudándose de la cabeza y el pronoto.
- Un tercer grupo, en el que se incluyen casi todos los Coprinae (Copris, Heliocropis, Onitis, Oniticellus, Onthophagus, etc.), la mayoría de Geotrupidae, los Euysternini y algunos Canthonini entierran sus provisiones debajo mismo de la masa de excrementos o hacen el nido en la zona de contacto del excremento con el suelo.

Cada especie de coprófago muestra ciertas preferencias por un tipo de excremento, a menudo por el de una especie concreta, y por un estado determinado de desecación de la materia fecal. La mayoría de coprófagos buscan los excrementos de grandes mamíferos ungulados y primates; las deyecciones de los carnívoros son mucho menos apreciadas, seguramente porque la cantidad de materia sin digerir es mucho menor. La selección del excremento supone una percepción de los olores suficientemente fina para diferenciarlos. Onthophagus coenobita y Aphodius elevatus muestran una clara preferencia por excrementos humanos frescos, Onthophagus punctatus por los de oveja, Aphodius prodromus por los de caballo, Caccobius schrebei y Aphodius fossor por los de vaca, y Aphodius cervorum por los de ciervo. Las grandes boñigas de elefante de las sabanas africanas albergan una serie de especies particulares de Heliocropis, Copridaspidius, Heteronitis, etc. Las heces de Papio son las preferidas por Lorditomaeus; las de perro por Caccobius sordidus y Aphodius fimentarius. Onthophagus falzonii está ligado a los heces de tortuga mora. Algunos coprófagos, como los pequeños Canthonini prefieren excrementos de menor tamaño, como los de roedores o aves. A veces solo muestran preferencias por el excremento con el que aprovisionarán el nido en que se desarrollarán sus larvas; o prefieren excrementos frescos para su alimentación y secos para las larvas; o, como el caso de los Cephalodesmius australianos, coprófagos en estado adulto, aprovisionan el nido con fragmentos vegetales de los que se alimentan las larvas.
La degradación de los excrementos es un proceso lento en el que participan la acción desecadora del sol, la lluvia, la descomposición por parte de hongos y bacterias, y el consumo por larvas de dípteros y termitas. La acción de los coleópteros coprófagos, que desgajan, reparten y entierran las heces, acelera extraordinariamente este proceso, a la vez que fertiliza el suelo. Sin su actuación, la acumulación de los excrementos sería insoportable para los ecosistemas. Se ha calculado que los coprófagos entierran 1,5 toneladas de excrementos por hectárea y año.
El ejemplo de Australia es muy explícito: los coprófagos autóctonos no están adaptados a consumir las heces de los grandes herbívoros introducidos por el hombre (vacas, caballos, etc.), ya que los mamíferos australianos son más bien pequeños; así las boñigas permanecen largos períodos en el suelo, lo que conduce a:
- Multiplicación desmesurada de las moscas que encuentran un medio de cultivo propicio.
- El suelo se hace estéril al cubrirse de una costra de excrementos endurecidos tras su consumo por las moscas.
- Infección del ganado por helmintos y gérmenes patógenos presentes en las heces, que permanecen expuestas durante mucho tiempo.

## Los coleópteros y el ser humano

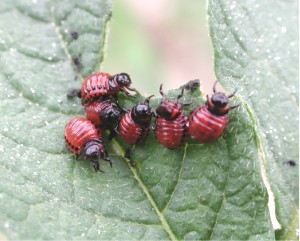
Larvas del escarabajo de la patata (Leptinotarsa decemlineata) devorando una hoja.

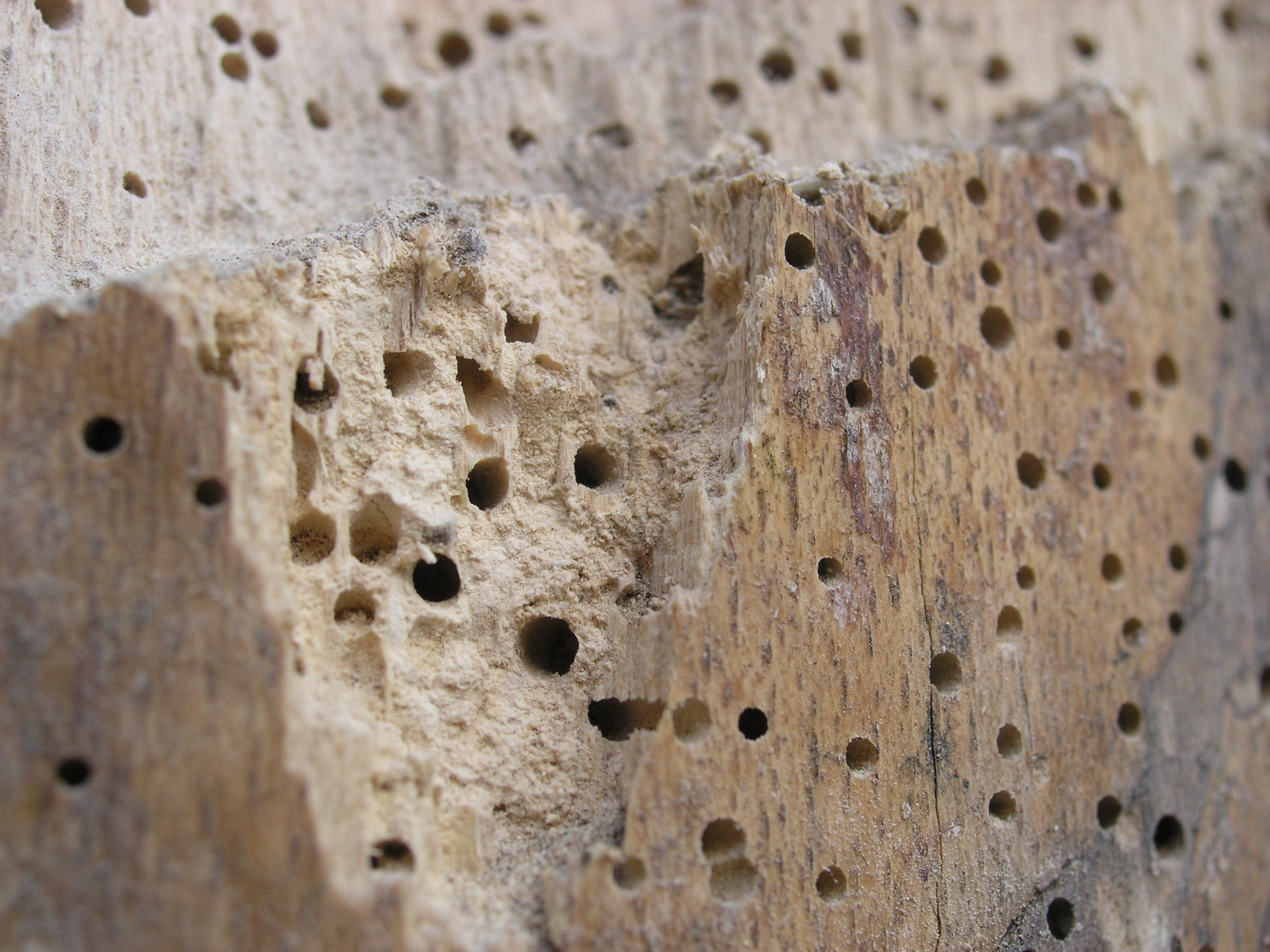
Madera perforada por Anobium punctatum.

Muchos insectos que causan plagas en los cultivos, bosques o construcciones humanas son miembros del orden Coleoptera. Entre otros:
- Familia Anobiidae
  - Carcoma. Las larvas de diversas familias de coleópteros (sobre todo Anobiidae) atacan la madera trabajada (vigas, muebles) y se conocen con el nombre de carcomas.
  - Xestobium rufovillosum (escarabajo del reloj de la muerte). Es un escarabajo perforador de la madera puesta en obra. Es una de las más temibles carcomas.
- Familia Chrysomelidae
  - Brontispa longissima. Ataca las hojas jóvenes dañando los semilleros de cocoteros, produciendo fuertes pérdidas económicas.[4]
  - Leptinotarsa decemlineata (escarabajo de la patata). Es una grave plaga para los cultivos de patata.
  - Pyrrhalta luteola. Plaga del olmo que devora las hojas.
  - Bruchinae. Se alimentan de legumbres y son plaga de los productos almacenados (lentejas, judías, guisantes, etc.).
- Familia Curculionidae
  - Anthonomus grandis. Es una grave plaga para las plantaciones de algodón en Estados Unidos.
  - Rhynchophorus ferrugineus (picudo rojo). Ataca al cocotero y otras palmeras. Cuando se ven afectadas por la plaga, sufren amarilleamiento y marchitamiento, pudiendo llegar a producirse la muerte del pie afectado.
  - Scyphophorus acupunctatus (picudo del ágave). Es una de las principales plagas que atacan la yuca y varias especies de maguey (Agave spp.). Su larva, conocida como «gusano rojo» o «gusano del maguey», es precisamente la especie que se emplea habitualmente para dar sabor al mezcal.
- Familia Nitidulidae
  - Aethina tumida (pequeño escarabajo de las colmenas). Produce graves destrozos en las colmenas. Su infestación se conoce como Aethinosis.
- Familia Scolytidae
  - Hylurgopinus rufipes y Scolytus multistriatus. Son importantes plagas de los olmos al transmitir y expandir diversas especies del hongo Ophiostoma que mata dichos árboles; la plaga ha causado la desaparición de los olmos en diversas partes de Europa y Norteamérica.

## Registro fósil

### Pérmico
El fósil coleopteroide más antiguo data del Pérmico inferior (hace unos 280 millones de años) y ha sido adscrito a la familia Tshekardocoleidae. Está considerado como un Protocoleoptera, un grupo formado seguramente por varios órdenes, uno de los cuales incluiría el ancestro de los auténticos coleópteros.
Los Tshekardocoleidae se parecen a los modernos Cupedidae, pero se diferencian de los verdaderos coleópteros por poseer más de 11 artejos antenales, numerosas venas transversales en los élitros, abdomen corto provisto de un largo ovipositor externo; los élitros y las alas membranosas eran más largos que el abdomen y estas no se plegaban (como pasa en los neópteros).
En el Pérmico superior (hace unos 250 millones de años) aparecieron los primeros coleópteros auténticos, en los que se observan ya las tendencias evolutivas del orden: disminución del número de artejos antenales, desarrollo de costillas subparalelas en los élitros, los cuales no sobrepasan el ápice del abdomen y forman un estuche cerrado sobre el mismo, alas membranosas dobladas bajo los élitros, escleritos genitales invaginados y un cuerpo compacto. Se han hallado tanto en río Angara (continente norte) como en Gondwana (continente sur). Se trata de formas que recuerdan a los actuales Cupedidae, pero que usualmente se incluyen en una familia propia, los Permocupedidae. Los auténticos Cupedidae aparecieron en el Triásico inferior (hace 230 millones de años).
La flora del Pérmico estaba dominada por los Pteridofitos y muchos grupos basales de Gimnospermas; en cuanto a los vertebrados terrestres, la mayoría de los principales grupos de anfibios paleozoicos estaban presentes, así como los linajes más tempranos de reptiles, como los captorrínidos y pelicosaurios, pero los arcosaurios, que dominaron el Mesozoico, aún no habían evolucionado.

### Mesozoico

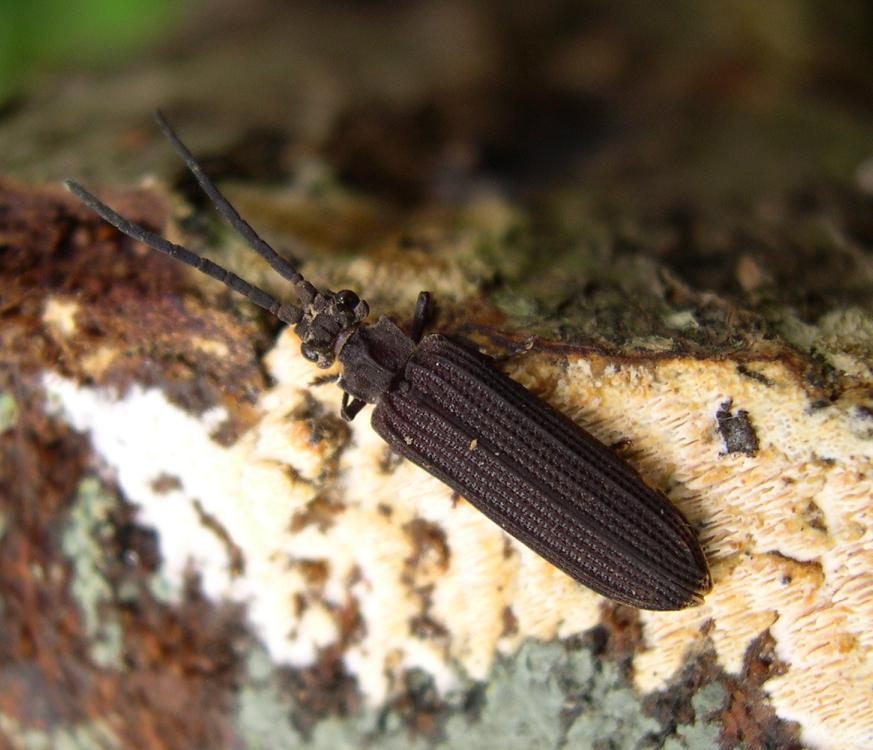
Un cupépido, una de las familias más primitivas de coleópteros.

Durante el Mesozoico los coleópteros alcanzaron una gran diversificación. En el Triásico los Archostemata eran el grupo dominante, pero ya es posible distinguir auténticos Adephaga y algunos Polyphaga (Hydrophilodea, Byrrhoidea, Elateroidea). Ya había muchas formas acuáticas y dos de las familias (Cupedidae y Trachypachydae) persisten en la actualidad. Las plantas triásicas incluyen licopodios como Dicroidium y Lepidopteris, coníferas primitivas como Voltziopsis y Walkomiella, cicas y ginkgos, y los vertebrados terrestres están representados por sinápsidos (Therapsida) y los primeros dinosaurios (Archosauria), pero no auténticos mamíferos ni aves.
Del Jurásico ya se conocen algunos géneros que han persistido hasta nuestros días (Omma, Tretraphalerus de la familia Cupedidae) y muchas de las familias actuales de Polyphaga ya están bien consolidadas (Byrrhidae, Carabidae, Curculionidae, Elateridae, Hydraenidae, etc.).
En el Cretácico los Archostemata son ya mucho menos abundantes y, la mayoría, si no todas las familias actuales ya existían. Adicionalmente, se conocen muchas familias ahora extinguidas (Coptoclavidae, Liadytidae entre los Adephaga o Praelateridae entre los Polyphaga).

### Cenozoico

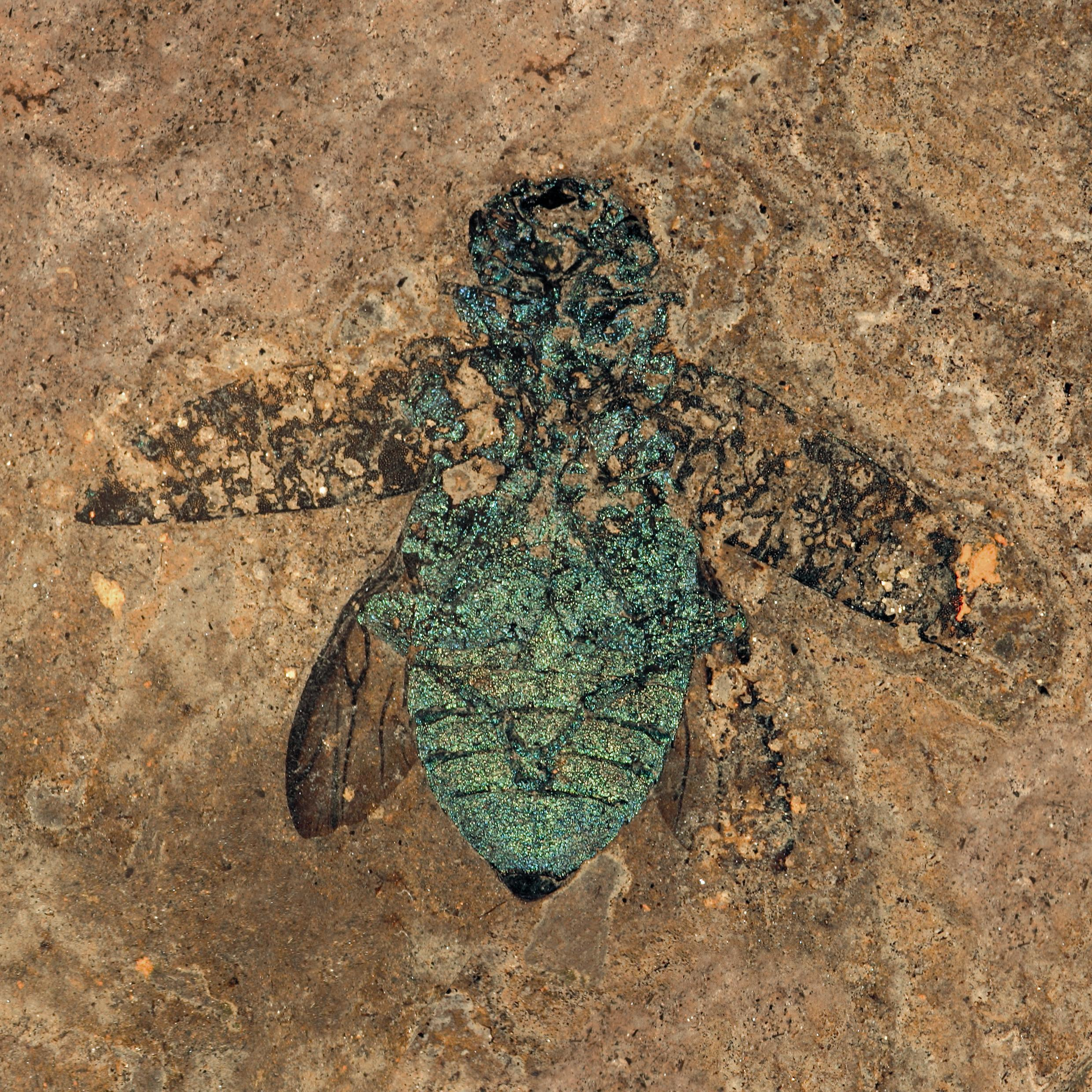
Fósil de bupréstido, un coleóptero del Eoceno de Messel (Alemania).

Durante el Cenozoico, el número de géneros con representantes actuales fue aumentando paulatinamente. Así, en el ámbar báltico del Eoceno más de la mitad de los géneros registrados han sobrevivido hasta la actualidad y en el Mioceno la mayoría de los géneros existen en la actualidad y ya empiezan a existir especies que han sobrevivido hasta nuestros días. Los fósiles del Cuaternario son en su mayoría perfectamente adjudicables a especies actuales y prácticamente no se conocen extinciones o especiaciones durante este período, pero sí grandes cambios en la distribución geográfica de muchas especies en consonancia con los cambios climáticos.

## Clasificación

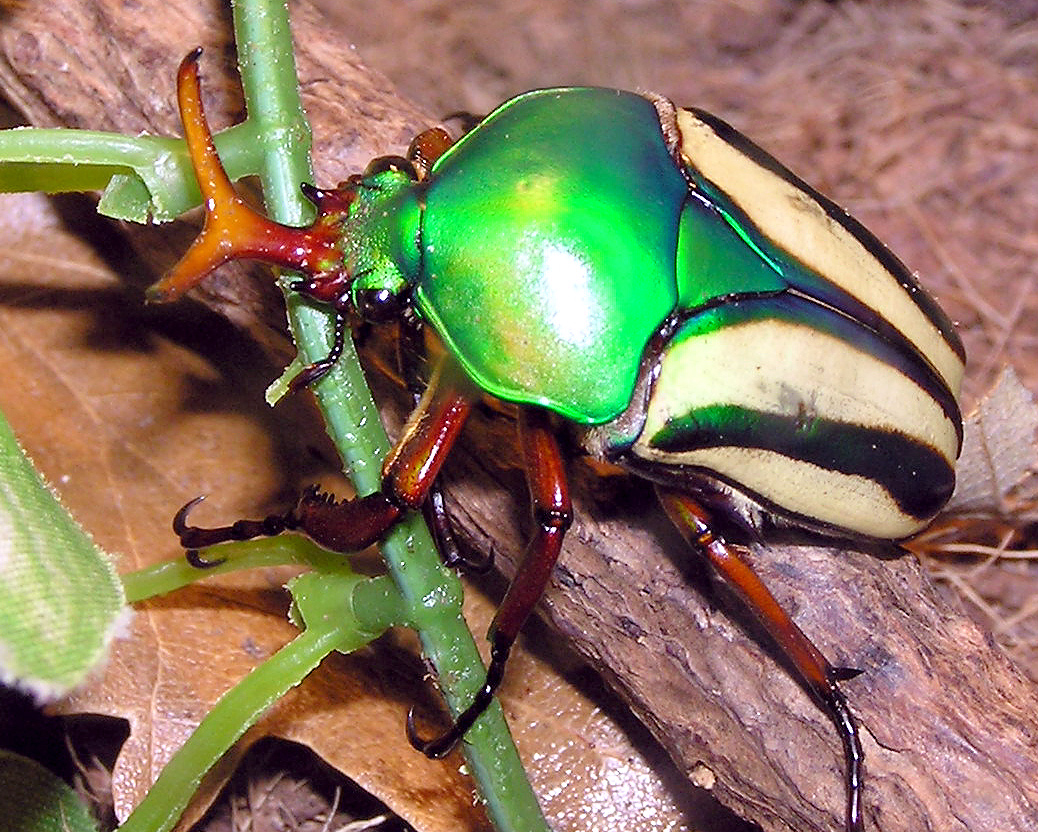
Eudicella gralli, una verdadera joya de la naturaleza.

El vasto orden de los coleópteros se subdivide en cinco subórdenes, uno de ellos extinto:
- Subord. Protocoleoptera †. Fósiles del Pérmico Inferior.
- Subord. Adephaga. Grupo relativamente grande (unas 40 000 especies); destacan las familias Carabidae (terrestres) y Dytiscidae (acuáticos).
- Subord. Archostemata. Grupo antiguo y relicto con unas 50 especies conocidas.
- Subord. Myxophaga. Pequeño grupo de diminutos coleópteros acuáticos.
- Subord. Polyphaga. En este suborden se incluyen la mayoría de los coleópteros actuales (más de 300 000 especies). Está subdividido en los siguientes infraórdenes (entre paréntesis las principales familias):
  - Infraord. Bostrichiformia (Anobiidae, Bostrichidae, Dermestidae)
  - Infraord. Cucujiformia (Cerambycidae, Chrysomelidae, Cleridae, Coccinellidae, Curculionidae, Meloidae, Melyridae, Nitidulidae, Oedemeridae, Tenebrionidae)
  - Infraord. Elateriformia (Buprestidae, Cantharidae, Elateridae, Lampyridae, Lycidae)
  - Infraord. Scarabaeiformia (Geotrupidae, Lucanidae, Scarabaeidae)
  - Infraord. Staphyliniformia (Histeridae, Hydrophilidae, Leiodidae, Silphidae, Staphylinidae)

## Filogenia
Las relaciones filogenéticas entre los cuatro subórdenes son, según Vanin & Ide, las siguientes:
|  | Adephaga                                                |
|  |                                                         |
|  | \| \| Myxophaga \| \| \| \| \| \| Polyphaga \| \| \| \| |
|  |                                                         |
|  | Myxophaga                                               |
|  |                                                         |
|  | Polyphaga                                               |
|  |                                                         |

|  | Myxophaga |
|  |           |
|  | Polyphaga |
|  |           |

|  | Adephaga                                                |
|  |                                                         |
|  | \| \| Myxophaga \| \| \| \| \| \| Polyphaga \| \| \| \| |
|  |                                                         |
|  | Myxophaga                                               |
|  |                                                         |
|  | Polyphaga                                               |
|  |                                                         |

|  | Myxophaga |
|  |           |
|  | Polyphaga |
|  |           |

## Simbolismo

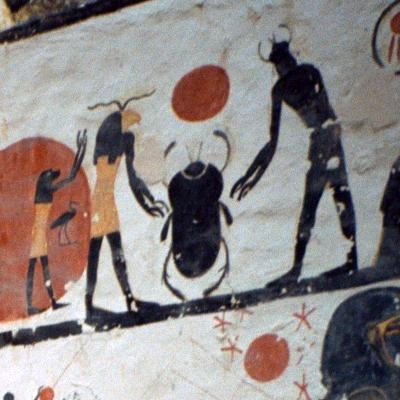
Escena del antiguo Egipto en que aparece un escarabajo sagrado.

En la historia de las religiones y mitologías le ha cabido al escarabajo (particularmente al llamado comúnmente «escarabajo pelotero») un lugar destacado: los antiguos egipcios le consideraban un símbolo de resurrección y vida eterna: Jepri.
Suponían que ese escarabajo (al que llamaban Ḫpr, o Jeper) 'resucitaba' de la 'pelota' de estiércol que hacía; lo cierto es que el escarabajo pelotero deposita sus huevos en esa pelota y allí nacen. Por este motivo los antiguos egipcios ubicaban sobre el corazón de las momias una imagen de Jepri, el escarabeo.
Cuando el cristianismo se difundió en el Valle del Nilo, la cristiandad copta realizó interesantes asimilaciones sincréticas de la religión precedente y, así como adoptó el «anj» (ankh, o cruz ansada), también adoptó —como alegoría— a 'Jepri', asimilándolo metafóricamente a Jesucristo, al que llamaban «El Buen Escarabajo».

## Diversidad
Las 350 000 especies de coleópteros descritas muestran, como es lógico, un enorme abanico de morfologías y adaptaciones; se enumeran a continuación algunas de las casi 200 familias de coleópteros.
| La familia de los bupréstidos incluye casi 13 000 especies. Son fitófagos, tanto en estado larvario como adulto y en algunos casos pueden ser plagas para la agricultura. Muchas especies están brillantemente coloreadas siendo verdaderas joyas para los coleccionistas, a lo que alude su nombre inglés (jewel beetles); los adultos se alimentan sobre todo de corteza tierna, hojas o polen. Las hembras depositan los huevos en las grietas de la corteza, los tallos de plantas bajas, en el cuello de las raíces o sobre las hojas; algunas especies hacen la puesta en el suelo; en la mayoría de ocasiones eligen árboles o vegetación muerta, enferma o debilitada por el ataque de otros insectos, incendios, etc., con lo que contribuyen al saneamiento de los bosques. No obstante, algunas especies atacan plantas sanas y producen graves destrozos en los cultivos. |

| Los carábidos incluyen entre 20 000 y 30 000 especies; algunas alcanzan los 6 cm (centímetros) de longitud. Muchas especies son de colores oscuros, aunque también son frecuentes las coloraciones con brillo metálico (verde, dorado, cobrizo, bronceado). Tanto las larvas como los adultos son típicos habitantes del suelo y mayoritariamente depredadores que buscan activamente sus presas (lombrices, caracoles, babosas, insectos); constituyen un importante eslabón en las cadenas tróficas de todos los ecosistemas, regulando las poblaciones de otros invertebrados. Como mecanismo defensivo segregan sustancias repugnatorias malolientes o irritantes y algunos emiten sonidos con un aparato estridulador. Muchas especies son nocturnas, pero algunos, como los cicindélidos («escarabajos tigre») son activos cazadores diurnos. |

| Los anóbidos y los bostríquidos son conocidos vulgarmente como carcomas, ya que las larvas se desarrollan en madera muerta, tanto natural como trabajada y, en este caso, pueden producir graves destrozos en vigas, artesonados, retablos, muebles, e incluso en libros. Son de pequeño tamaño, no sobrepasando casi nunca el centímetro de longitud. Los adultos son buenos voladores y se dispersan en busca de lugares propicios para la puesta; las hembras depositan los huevos en los resquicios de la madera. Xestobium rufovillosum es conocido popularmente como es «escarabajo del reloj de la muerte», ya que mientras excava galerías en la madera produce un golpeteo audible al oído humano. |

| Los cerambícidos son una gran familia de coleópteros, con unas 25 000 especies; se conocen como escarabajos longicornios, ya que están provistos de llamativas antenas, casi siempre más largas que el cuerpo. Las larvas son xilófagas, perforando troncos y madera puesta en obra, por lo que pueden causar serios daños; por ejemplo, el capricornio doméstico, Hylotrupes bajulus, es considerado una plaga dentro de las casas y apartamentos. A menudo presentan llamativos colores. El más grande es el raro escarabajo titán de la Amazonia, Titanus giganteus, de 17 cm (centímetros) de largo. Los adultos comen polen, savia, brotes tiernos y a veces, no se alimentan. Son muy apreciados por los coleccionistas por los vistosos colores y gran tamaño de algunas de sus especies. |

| Los crisomélidos son otra gran familia de coleópteros, con más de 35 000 especies; muchas son redondeadas y convexas, con colores brillantes a base de líneas o manchas, lo que hace que se confundan con mariquitas. Tanto los adultos como las larvas se alimentan de todo tipo de tejidos vegetales y algunos son temibles plagas de gran importancia económica, como el escarabajo de la patata, Xanthogaleruca luteola (olmos), Chrysomela populi (chopos), Crioceris asparagi (espárragos), Agelastica alni (alisos), etc., así como los miembros de la subfamilia Bruchinae, que devoran semillas de todo tipo y causan grandes estragos en productos almacenados. |

| Los ditíscidos son una familia de coleópteros acuáticos, con unas 5000 especies, algunas de hasta 4,5 cm (centímetros) de longitud. Son buenos nadadores, con un cuerpo hidrodinámico y unas patas posteriores aplanadas con largos pelos natatorios que usan para remar; son también buenos voladores. Tanto las larvas como los adultos son carnívoros, cazando activamente animales acuáticos como lombrices, insectos, e incluso renacuajos y peces pequeños, o carroñeros. Deben respirar oxígeno atmosférico para lo que toman aire con el extremo del abdomen y lo almacenan bajo sus élitros. |

| Los edeméridos y meloidos son dos familias estrechamente emparentadas que reúnen unas 4000 especies de coleópteros blandos y vivamente coloreados; el motivo es la presencia de cantaridina en sus fluidos corporales, una sustancia muy tóxica que los protege contra los depredadores; los colores brillantes son una advertencia de su toxicidad (aposematismo). Las larvas de los edeméridos viven en troncos o tallos, mientras que las de los meloidos son parásitas de abejas y saltamontes. Los adultos viven sobre las flores o entre la vegetación y unos pocos son ápteros y viven en el suelo. La cantárida (Lytta vesicatoria) se usó en medicina hasta principios del siglo XX como vesicante, principalmente para el tratamiento de ulceraciones de la piel, aplicando emplastos que supuestamente ayudaban a eliminar sus líquidos perniciosos; produce priapismo y por ello fue el afrodisíaco de referencia hasta el siglo XVII, cuando cayó en desuso dado el número de envenenamientos mortales. |

| La familia de los elatéridos incluye unas 7000 especies. Tienen un curioso mecanismo en la zona ventral del tórax, que, a modo de resorte, se dispara emitiendo un «clic» característico que lanza al insecto por el aire escapando así de sus depredadores. Son típicamente nocturnos y fitófagos. Las larvas de unas pocas especies, llamadas gusanos alambre, pueden ser plagas serias del maíz y de otras gramíneas; pueden vivir dos o tres años en el suelo, comiendo de raíces de plantas, causando graves daños a los cultivos. Algunas especies, como los tucu-tucus son bioluminiscentes. |

| Los escarabeidos son otra de las grandes familias coleópteros con casi 30 000 especies, algunas de las cuales pueden alcanzar los 18 cm (centímetros) de longitud y se cuentan entre los insectos actuales más voluminosos, como el escarabajo Goliat y el escarabajo hércules. Presentan una enorme diversidad, tanto en aspecto como en modos de vida; algunos son coprófagos, como los escarabajos peloteros, o se alimentan de madera en descomposición, como los escarabajos rinoceronte, o de flores u hojas, como el Mayate, etc. Los cetónidos y rutélidos son muy apreciados por los coleccionistas, dada su gran belleza. |

| Los estafilínidos son la familia más amplia de coleópteros (y del reino animal), con unas 50 000 especies (casi tantas como vertebrados). La mayoría tienen el cuerpo alargado y blando; los élitros están acortados, dejando al descubierto parte del abdomen; las alas están bien desarrolladas y son buenos voladores. Ocupan una gran diversidad de hábitats: hojarasca, turba, hongos, corteza de árboles, carroña, madrigueras de mamíferos, nidos de aves y de insectos sociales (hormigas, termitas, etc.), cuevas, vegetación, flores, etc. La mayoría son carnívoros o carroñeros, pero también hay especies saprófagas y fitófagas (polen, algas, etc.). Muchos segregan sustancias malolientes e irritantes para repeler a sus enemigos. Tienen un papel clave en los ecosistemas, tanto como presas, como depredadores de otros invertebrados (escolítidos, larvas de dípteros, caracoles, etc.) |

| Los gorgojos se agrupan en la superfamilia Curculionoidea que incluye más de 60 000 especies distribuidas en 14 familias, entre las que destacan los curculiónidos y los apiónidos. Su característica más destacada es su cabeza muy alargada, formando un pico en el extremo del cual se abre la boca. No solo es uno de los grupos más importantes de coleópteros por su número, sino también por su importancia económica. Son mayoritariamente fitófagos estrictos, alimentándose de tallos, hojas, raíces, frutos, etc., de casi cualquier tipo de plantas; con frecuencia son bastante específicos en cuanto a la planta hospedera. Muchas especies, que son plagas serias de plantas agrícolas, forestales u ornamentales, o de alimentos almacenados, tienen nombres comunes muy conocidos (tetuán del boniato, gorgojo del algodón, picudo del ágave, picudo rojo, minadores, etc.). |

| La familia de los histéridos incluye casi 4000 especies de pequeño o mediano tamaño. Tienen el cuerpo corto y compacto, con tegumento muy duro. Tanto las larvas como los adultos son depredadores de larvas de otros insectos, a las que con frecuencia buscan en la carroña o el estiércol, en los que excavan con sus fuertes patas. Diversas especies están asociadas a árboles muertos y otros materiales vegetales en descomposición; otras viven como comensales en hormigueros. Los adultos, cuando son molestados, entran en un estado de rigidez replegando fuertemente las patas contra el cuerpo. |

| Los lucánidos o ciervos volantes son una de las familias más espectaculares de coleópteros; incluye unas 1000 especies, algunas de las cuales pueden alcanzar los 9 cm (centímetros) de longitud. Los machos poseen, en muchos casos, unas mandíbulas muy desarrolladas que utilizan en sus luchas por las hembras y en el apareamiento. Viven preferentemente en bosques de planifolios y se alimentan de savia, yemas u hojas de los árboles. Las hembras depositan los huevos en troncos viejos, tocones, etc., donde se desarrollan la larvas. Algunas especies, como Lucanus cervus tardan cinco o más años en alcanzar el estado adulto. Los lucánidos son muy apreciados por los coleccionistas, y existe un comercio internacional, no siempre legal, con algunas especies especialmente grandes o vistosas. |

| Los lampíridos o luciérnagas, de las que se conocen más de 2000 especies, son coleópteros capaces de emitir luz. Mientras los machos alcanzan un desarrollo completo y pueden volar, las hembras conservan un aspecto larvario, con élitros reducidos a escamas. Las hembras se iluminan para atraer a los machos que vuelan por encima; generan pulsos de luz mediante un órgano especial situado en la parte inferior del abdomen, en intervalos de 6 a 8 segundos; cada especie emite la luz con esquemas definidos de variación en los intervalos y el número de destellos. Las larvas se alimentan de pequeños caracoles y babosas. |

| Los coccinélidos, conocidos vulgarmente como mariquitas, son una familia compuesta por unas 4500 especies, que no suelen sobrepasar los 10 mm (milímetros) de longitud; tienen el cuerpo redondeado y convexo y presentan coloraciones vistosas, generalmente manchas negras sobre fondo rojo o amarillo; estos colores advierten de su desagradable sabor a sus depredadores (pájaros sobre todo). Las larvas, muy móviles, viven sobre la vegetación donde devoran pulgones, cochinillas y otros insectos dañinos lo que ayuda a regular las poblaciones de estas plagas; los adultos también son depredadores de insectos plaga. Por tales motivos, los coccinélidos se usan en el control biológico, que consiste en la eliminación de diversas plagas por la acción de sus enemigos naturales. |

| Los sílfidos incluyen unas 300 especies, la mayoría de las cuales se alimentan de carroña y son conocidos como «escarabajos enterradores». Tanto las larvas como los adultos viven mayoritariamente en cadáveres de animales, aunque hay especies asociadas a vegetales en descomposición y excrementos, y otras son depredadoras. Los nicroforinos poseen un complejo comportamiento alimentario, ya que entierran pequeños cadáveres y moldean con ellos una bola de alimento para sus futuras larvas; la hembra deposita unos pocos huevos en una galería que excava en las cercanías y va alimentando periódicamente sus larvas con el contenido del cadáver enterrado. |

| Los tenebriónidos son otra gran familia de coleópteros, con unas 20 000 especies; su tamaño oscila entre 1 mm (milímetro) y 8 cm (centímetros). La mayoría son de colores oscuros y muchos poseen glándulas defensivas que producen secreciones repugnatorias de carácter defensivo. Son principalmente detritívoros y viven mayoritariamente en el suelo, pero algunos son florícolas y se alimentan de polen. Existen diversos géneros mirmecófilos (viven asociados con hormigas); diversas especies son antropófilas y frecuentan lugares habitados; algunos son corticíciolas (viven bajo cortezas de árboles) y otras viven sobre hongos. Los tenebriónidos son muy diversos en hábitats esteparios y desérticos estando perfectamente adaptados a la falta de agua; poseen una cutícula muy gruesa y durante el día se refugian bajo piedras o se entierran en la arena para evitar la desecación; son un eslabón clave en la cadena trófica de estos ecosistemas, ya que son la base de la alimentación de numerosos reptiles y aves. |

## Citas
- Habiéndosele preguntado a J.B.S. Haldane sobre qué había descubierto acerca de la naturaleza del Creador estudiando su obra, dijo: «Una afición desordenada por los escarabajos».
- El propio J.B.S. Haldane, en un discurso hecho en 1951 ante la British Interplanetary Society, remarcó que «El Creador, si existe, tuvo una especial predilección por los coleópteros y, por tanto, deberíamos encontrarlos con mucha más probabilidad que cualquier otro tipo de animal en un planeta que pudiera soportar vida».

### Sociedades coleopterológicas
- Asociación Europea de Coleopterología Archivado el 28 de octubre de 2007 en Wayback Machine.
- The Coleopterists Society (en inglés)
- Association des Coléoptéristes de la Région Parisienne (en francés)
- Wiener Coleopterologen Verein (en inglés y alemán)
- The Japan Coleopterological Society (en inglés y japonés)

### Publicaciones sobre coleópteros
- Elytron
- The Coleopterists Bulletin
- Koleopterologische Rundschau

- Datos: Q22671
- Multimedia: Coleoptera / Q22671
- Especies: Coleoptera